# Protestantismus

Kirchenfahne der Evangelischen Kirche in Deutschland, ein Symbol des größten evangelischen Kirchenbundes Deutschlands.
Die Verwendung des lateinischen Kreuzes ist für viele protestantische Gemeinden üblich.

Mit dem seit 1529 verwendeten und ursprünglich politischen Begriff Protestanten werden im engeren Sinne die Angehörigen des Protestantismus, also der christlichen Konfessionen bezeichnet, die, ausgehend von Deutschland (eigentlich vom Kurfürstentum Sachsen, ab 1517) und der Schweiz (eigentlich vom Kanton Zürich, ab 1519), vor allem in Mittel- und Nordeuropa durch die Reformation des 16. Jahrhunderts entstanden sind und sich seitdem in verschiedene Gruppen weltweit weiterentwickelt haben.
Weltweit gibt es rund 900 Millionen Protestanten, darunter 300 Millionen in den durch die Reformation direkt geprägten Kirchen (Evangelische) und 600 Millionen in neuprotestantischen (teilweise durch die Erweckungsbewegungen des 18. und 19. Jahrhunderts) geprägten Kirchen (zumeist Evangelikale).
Die meisten Protestanten sind nur in einer Handvoll Konfessionsfamilien verstreut: Lutheraner, Reformierte (u. a. Calvinisten, Zwinglianer, Presbyterianer, Kongregationalisten), Anglikaner (darunter auch Episkopalianer), Täufer (u. a. Mennoniten, Amische, Hutterer), Baptisten, Methodisten, Adventisten und Pfingstler. Zudem gibt es eine Mehrzahl von Kleinstgruppen wie z. B. Arminianer (darunter Remonstranten), Quäker und andere englische Dissenters (auch die ehemaligen Puritaner und Independents), die Brüderbewegung, die Heiligungsbewegung (darunter die Heilsarmee), Pietisten (darunter die Haugianer) oder die Herrnhuter Brüdergemeine.
Seit 1817 (beginnend in Deutschland) schließen sich evangelische Kirchen unterschiedlicher Konfessionen in Unionen zusammen.
Es gibt mehrere überkonfessionelle Richtungen, die die verschiedenen protestantischen Kirchen mitprägen, z. B. christlicher Fundamentalismus, Liberalismus, Neo-Orthodoxie oder Paleo-Orthodoxie.
Der Neuprotestantismus: Evangelikalismus, die Charismatische Bewegung, die Neocharismatische Bewegung, die Hauskirchenbewegung (insbesondere Chinesische Hauskirchen), die Afrikanisch-Unabhängigen Kirchen und andere neue Strömungen (darunter auch viele überkonfessionelle, konfessionslose und unabhängige Kirchen und Megachurches) wachsen und stellen einen bedeutenden Teil des Gesamtprotestantismus.

## ProtestantischundEvangelisch

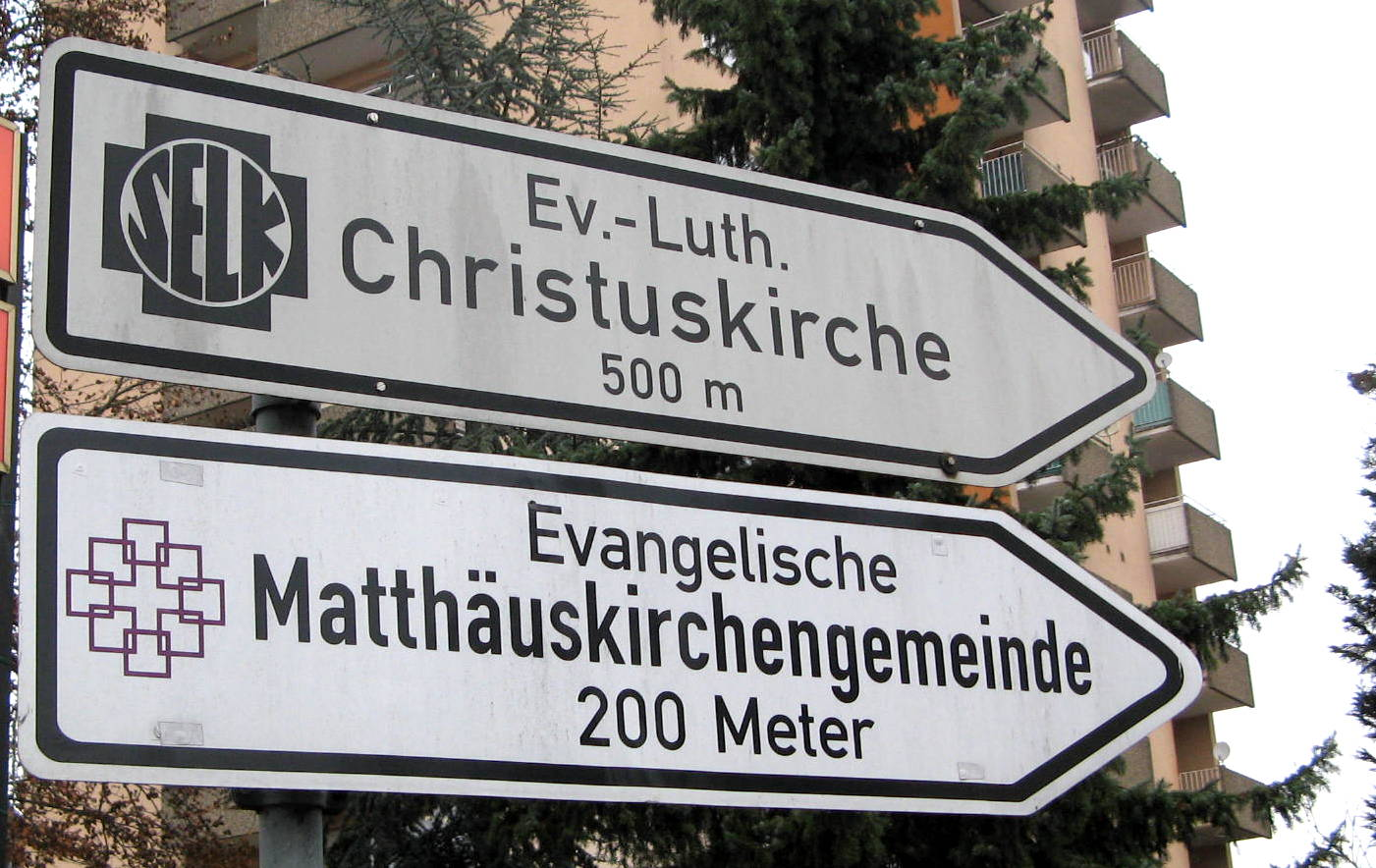
Ausdruck konfessioneller Vielfalt: Hinweisschilder für zwei unterschiedliche protestantische Kirchen (eine evangelisch-lutherische und eine evangelisch-unierte) in Wiesbaden

Die „Protestation“ war im 16. Jahrhundert ein herkömmliches Rechtsinstrument des Reichsrechts, mit der eine Minderheit von Ständen und Reichsstädten ihre Anliegen auf einem Reichstag vorbringen konnte. Das lateinische Verb protestari hat eine positive Grundbedeutung: „für etwas zum Zeugen aufgerufen werden“, „für etwas Zeugnis ablegen“. Heute werden die Begriffe „protestantisch“ (geprägt aus der Fremdwahrnehmung durch die römische Kurie) und „evangelisch“ (geprägt aus der Selbstwahrnehmung der Gemeindemitglieder und ihrer Landeskirchen) in der deutschen Umgangssprache austauschbar verwendet. Jedoch bezeichnen sich die deutschen in der Tradition der Reformation stehenden Kirchen selbst als „evangelisch“ und nicht als „protestantisch“. Eine Ausnahme bildet die Evangelische Kirche der Pfalz (Protestantische Landeskirche). Auch die Begriffe „Kirche(n) der Reformation“ und „reformatorische Kirche(n)“ werden verwendet.
Daneben existieren die Bezeichnungen „lutherisch“ bzw. „A.B. (Augsburgischen Bekenntnisses)“, die die Kirchen in der Tradition der Wittenberger Reformation bezeichnen, und „reformiert“ bzw. „H.B. (Helvetischen Bekenntnisses)“, die die Kirchen in der Tradition der Schweizer Reformatoren Ulrich Zwingli (Zürich), Johannes Calvin (Genf) und Johannes Oekolampad (Basel) bezeichnen. Je nach Organisationsform gibt es Zusammenschlüsse, die eine Differenzierung aufgeben, wie die unierten Kirchen der Bremischen Evangelischen Kirche oder die United Church of Christ in den Vereinigten Staaten. Im Bereich der evangelischen Freikirchen finden sich Bezeichnungen wie evangelisch-freikirchlich, evangelisch-methodistisch, Freie evangelische Gemeinde, Altevangelisch Taufgesinnte oder Evangelische Freie Gemeinde.
„Evangelisch“ muss von dem im 20. Jahrhundert entstandenen Begriff „evangelikal“ unterschieden werden, besonders bei Übersetzungen in andere bzw. aus anderen Sprachen. Im englischsprachigen Raum sind die Begriffe „Protestantism“ und „Protestant“ unentbehrlich, da „evangelical“ außer „evangelisch“ vor allem in Nordamerika auch „evangelikal“ bedeutet. Auch gibt es keine englische Entsprechung für das Adjektiv „reformatorisch“. Das Adjektiv „reformed“ bedeutet „reformiert“ und wird zum Beispiel in Bezeichnungen für bestimmte Kirchen verwendet, etwa Dutch Reformed Church (Niederländisch-Reformierte Kirche). Der historische Begriff „evangelical“ entstand im Umfeld des Puritanismus in England.

## Einführung

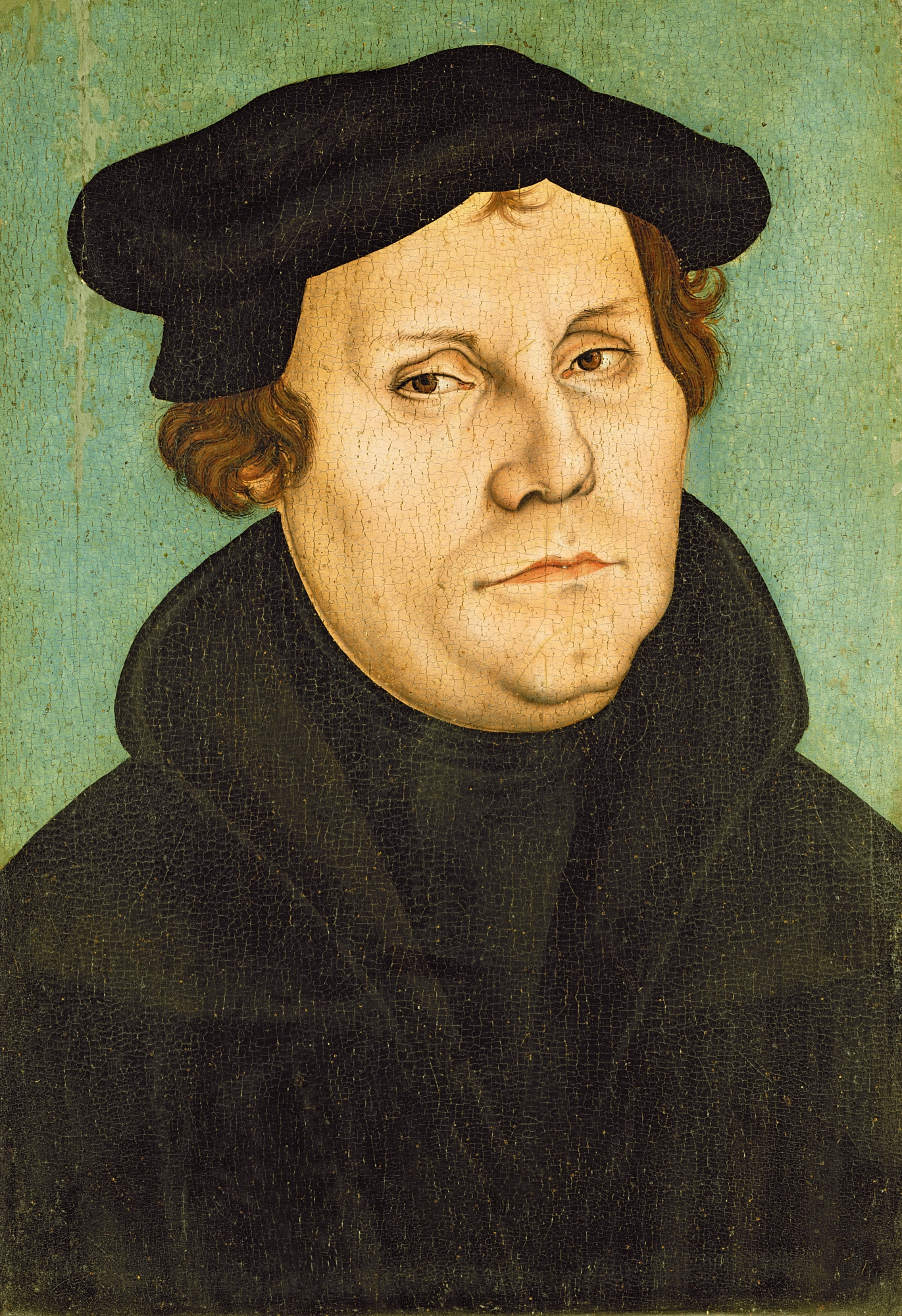
Lucas Cranach der Ältere: Porträt Martin Luthers (1529)

Allgemeiner werden auch nachreformatorisch entstandene Konfessionsrichtungen als evangelisch bezeichnet, die gleiche oder ähnliche Grundsätze wie die reformatorischen Kirchen vertreten und sich deshalb von der römisch-katholischen Kirche distanzierten. In diesem Sinne wird beispielsweise die anglikanische Kirche zum Protestantismus gezählt. Nach der Unabhängigkeitserklärung nannten sich die amerikanischen Anglikaner Protestant Episcopal Church in the United States of America. Auch die evangelischen Freikirchen gehören zum evangelischen Spektrum. Hierzu zählen im deutschsprachigen Raum unter anderem die bereits in der Reformationszeit entstandenen Mennoniten sowie die Baptisten, die Methodisten, die Siebenten-Tags-Adventisten und die Pfingstler. Die bereits im 12. Jahrhundert entstandenen Waldenser schlossen sich im 16. Jahrhundert dem schweizerischen beziehungsweise französischen Protestantismus an. Die im englischsprachigen Raum verbreiteten Presbyterianer, Kongregationalisten und eine Anzahl anderer Kirchen gehören zur reformierten Kirchengemeinschaft. Auch die Unitarier entstanden als reformatorische Kirche, ein Teil von ihnen hat sich jedoch ab dem späten 19. Jahrhundert vom Christentum gelöst. Die Quäker entstanden ebenfalls im Umkreis der englischen Reformation.
Die einflussreichsten Reformatoren waren Martin Luther und Philipp Melanchthon (Evangelisch-lutherische Kirchen), Ulrich Zwingli, Johannes Calvin und John Knox (Reformierte Kirchen) sowie Thomas Cranmer und Martin Bucer (Anglikanische Kirche). Die führenden Theologen in der Frühzeit der mitgliederstärksten Freikirchen waren Konrad Grebel, Felix Manz und Menno Simons (Täufer/Mennoniten), Robert Browne und John Cotton (Kongregationalisten), Thomas Helwys und John Smyth (Baptisten), George Fox (Quäker) sowie John Wesley, Charles Wesley und George Whitefield (Methodisten).
Die deutschen evangelischen Landeskirchen haben sich in der Evangelischen Kirche in Deutschland (EKD) organisiert. Die evangelischen Freikirchen sind in der Vereinigung Evangelischer Freikirchen zusammengefasst. Durch Auswanderung und Mission entstanden in vielen Ländern der Erde größere oder kleinere evangelische Kirchen (Weltprotestantismus). Besonders stark wachsen sie in China und Lateinamerika. Die meisten lutherischen Kirchen sind im Lutherischen Weltbund zusammengeschlossen, die reformierten Kirchen in der Weltgemeinschaft Reformierter Kirchen. Auch die evangelischen Freikirchen kennen entsprechende internationale Zusammenschlüsse wie beispielsweise den Weltrat methodistischer Kirchen, den Baptistischen Weltbund und die Mennonitische Weltkonferenz. Die große Mehrzahl der evangelischen Kirchen sind Mitglieder des Ökumenischen Rates der Kirchen. Evangelische bilden die Bevölkerungsmehrheit in Skandinavien, dem Vereinigten Königreich, den Vereinigten Staaten, Australien, Island und Neuseeland. In Deutschland, den Niederlanden und der Schweiz leben etwa gleich viele evangelische wie katholische Christen.

Die einflussreichsten protestantischen Denker und Gründerpersönlichkeiten (Abbildungen, wenn vorhanden)
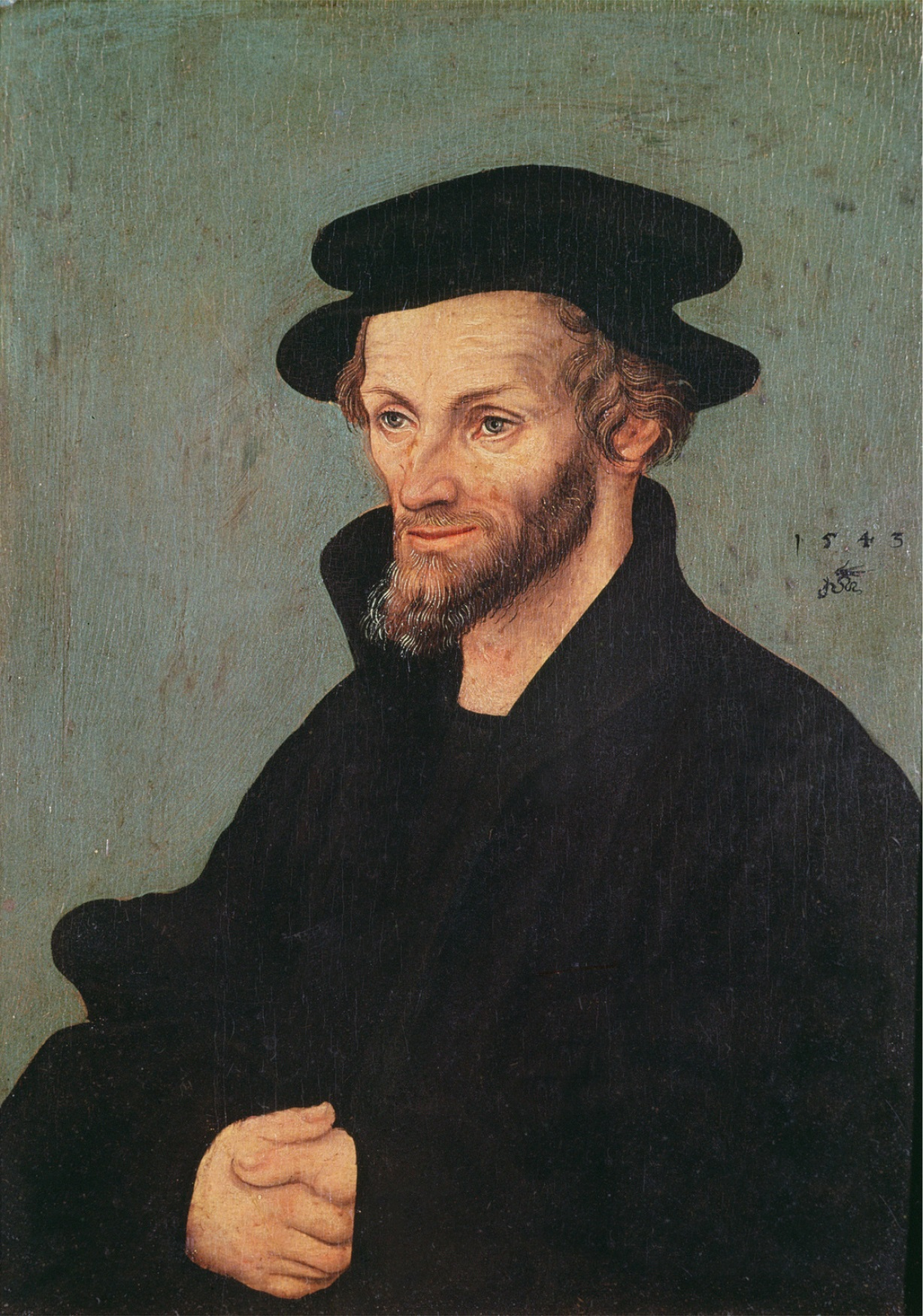
Philipp Melanchthon (1497–1560), Lutheraner
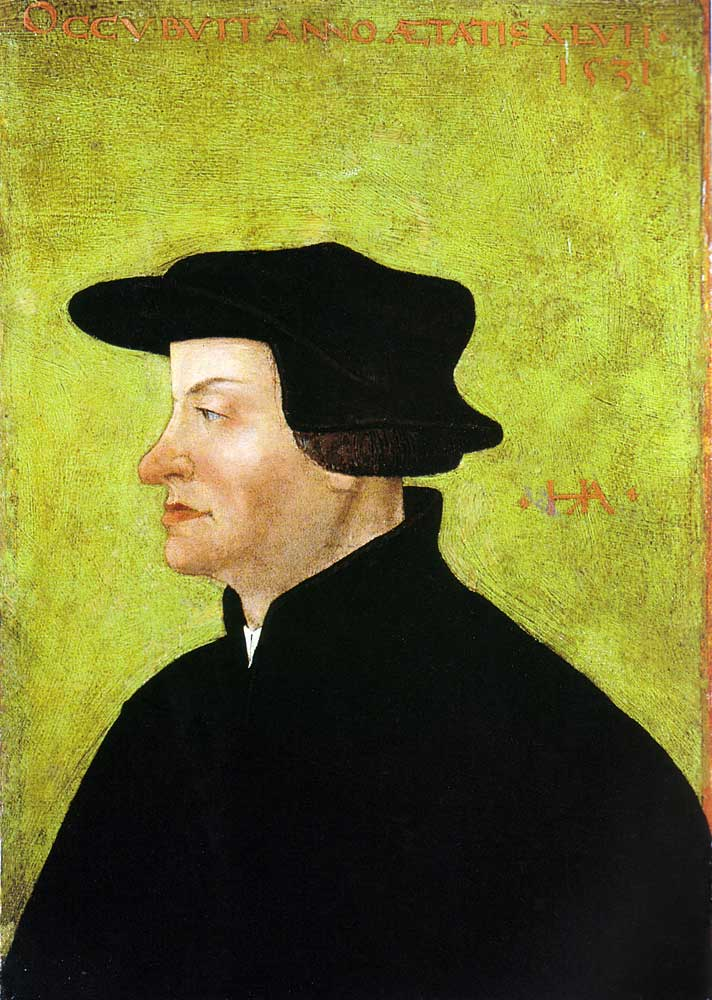
Huldrych Zwingli (1484–1531), Reformierter
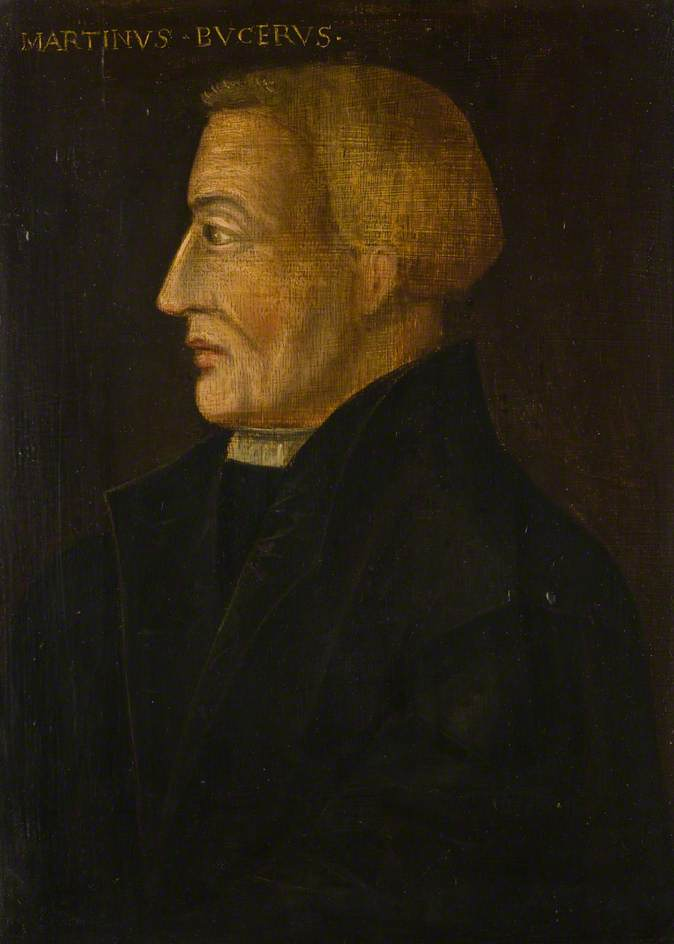
Martin Bucer (1491–1551), Reformierter
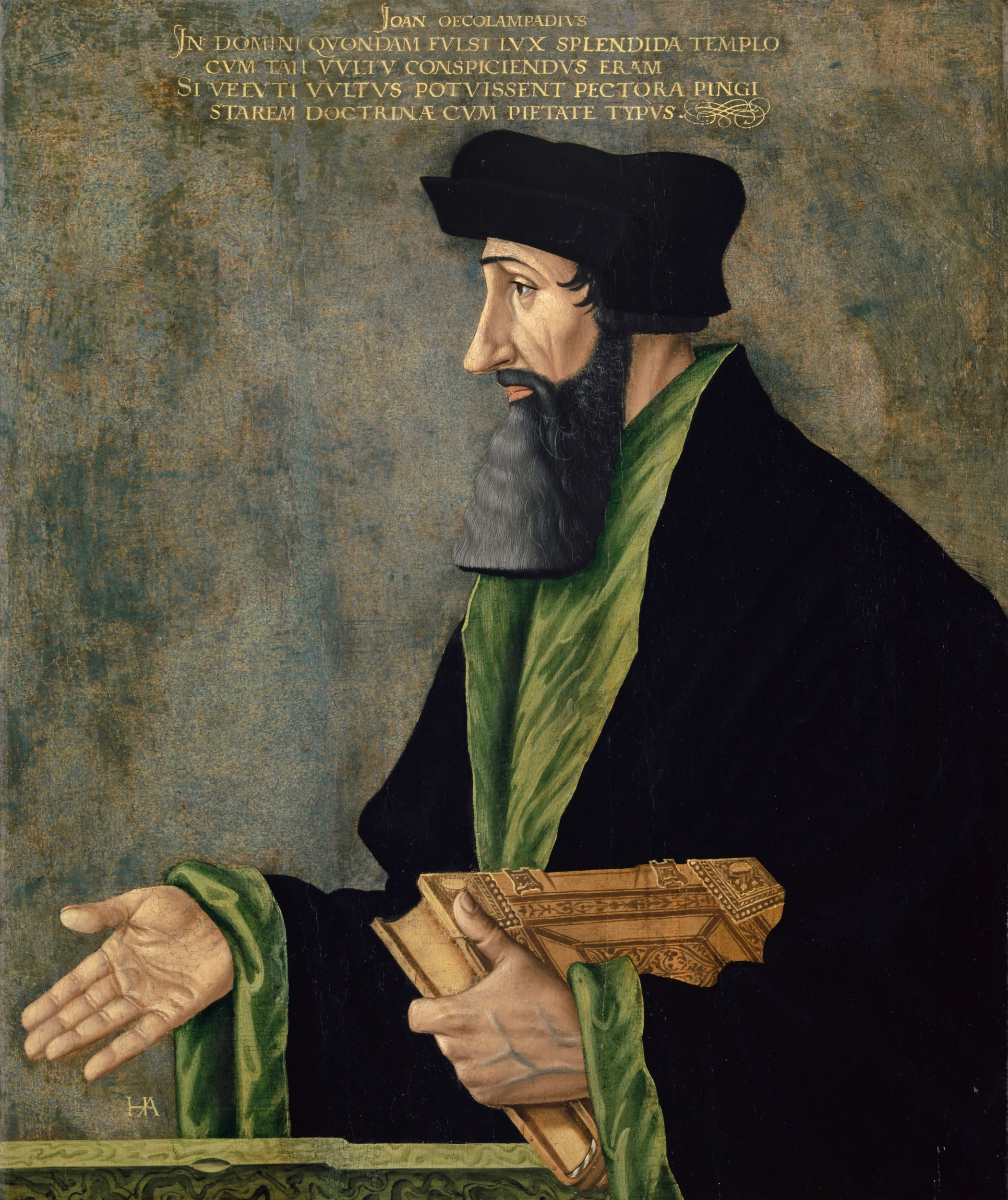
Johannes Oekolampad (1482–1531), Reformierter
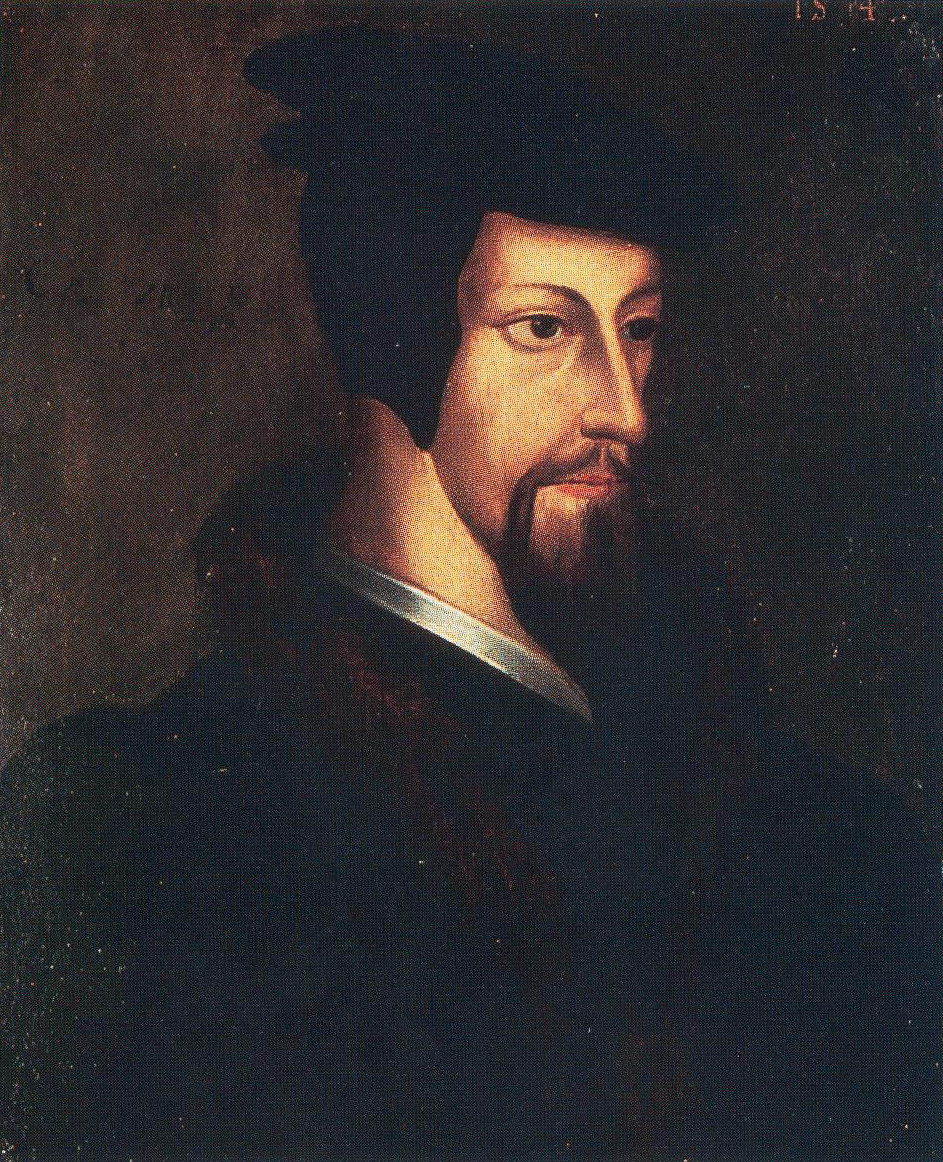
Johannes Calvin (1509–1564), Reformierter
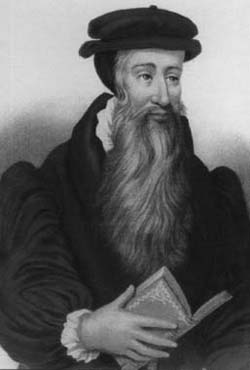
John Knox (1514–1572), Reformierter
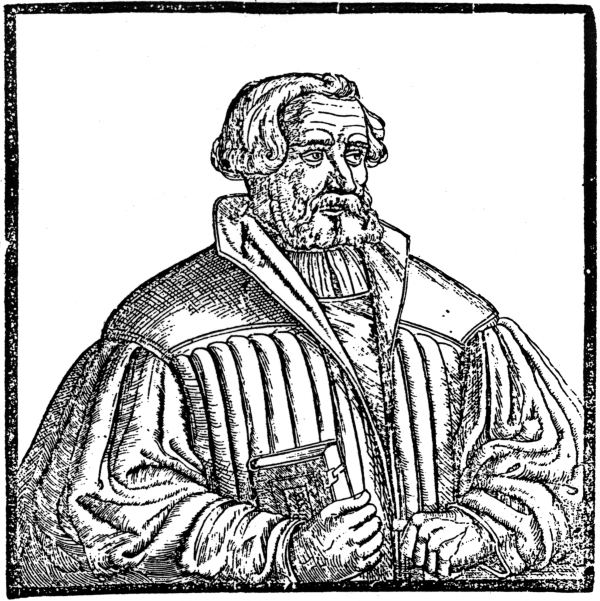
Andreas Bodenstein (1486–1541), Verbindungsfigur Lutheraner/Täufer
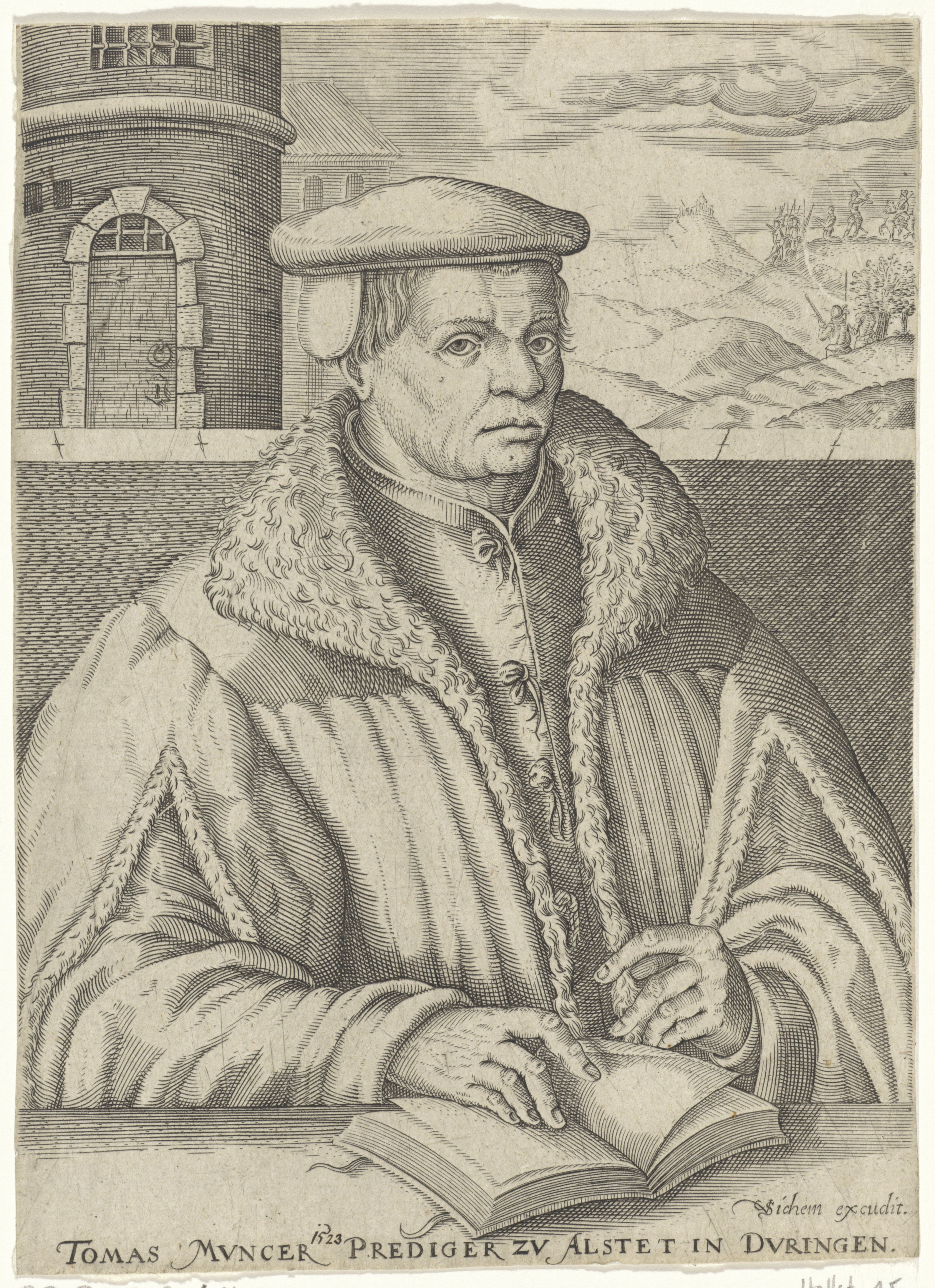
Thomas Müntzer (1489–1525), Verbindungsfigur Lutheraner/Täufer
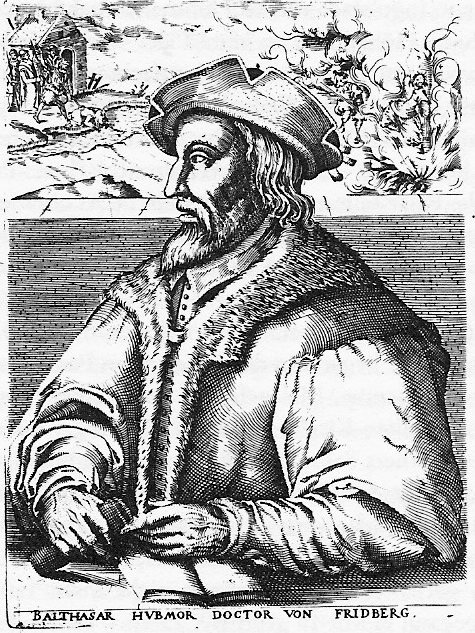
Balthasar Hubmaier (1485–1528), Täufer
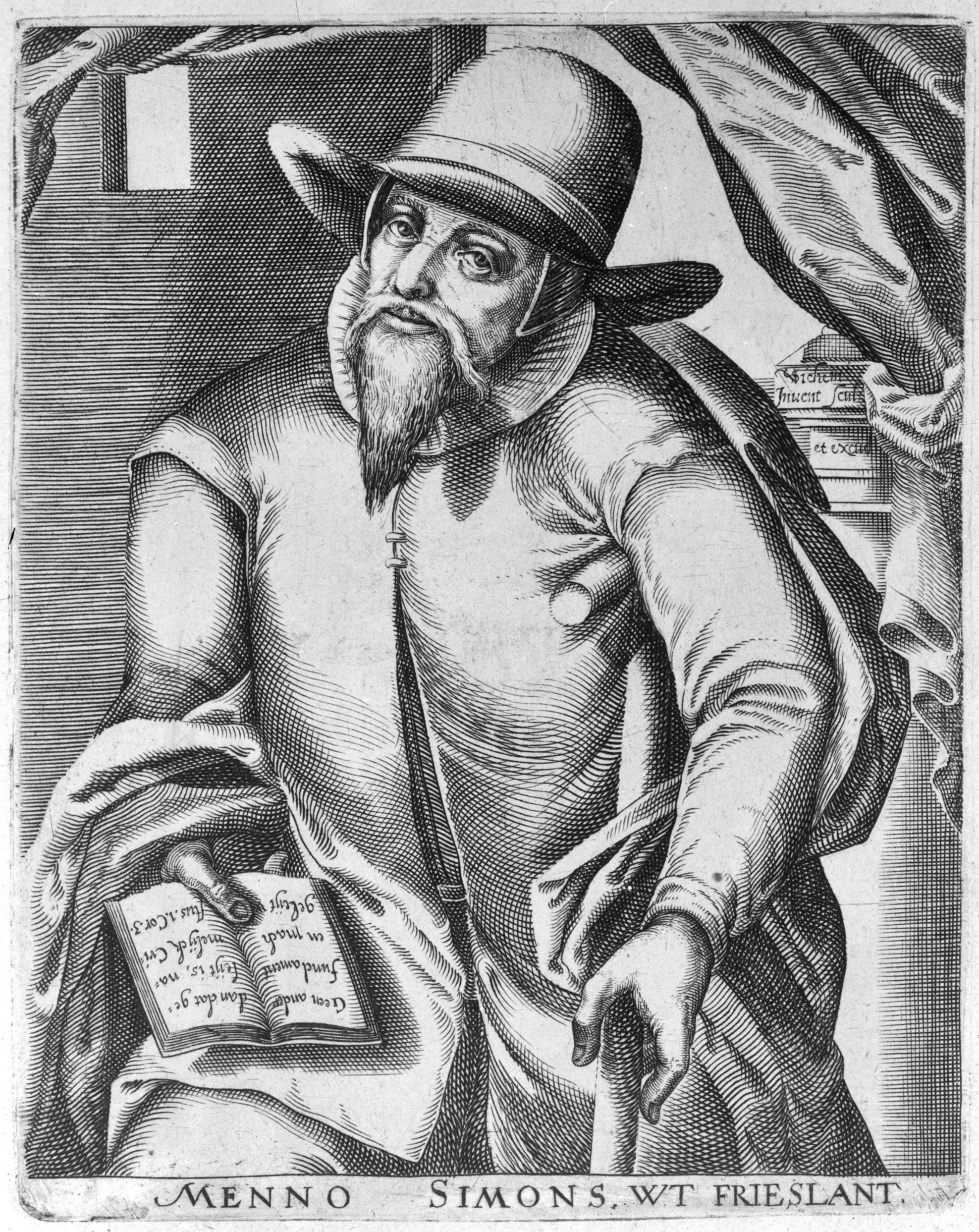
Menno Simons (1496–1561), Täufer
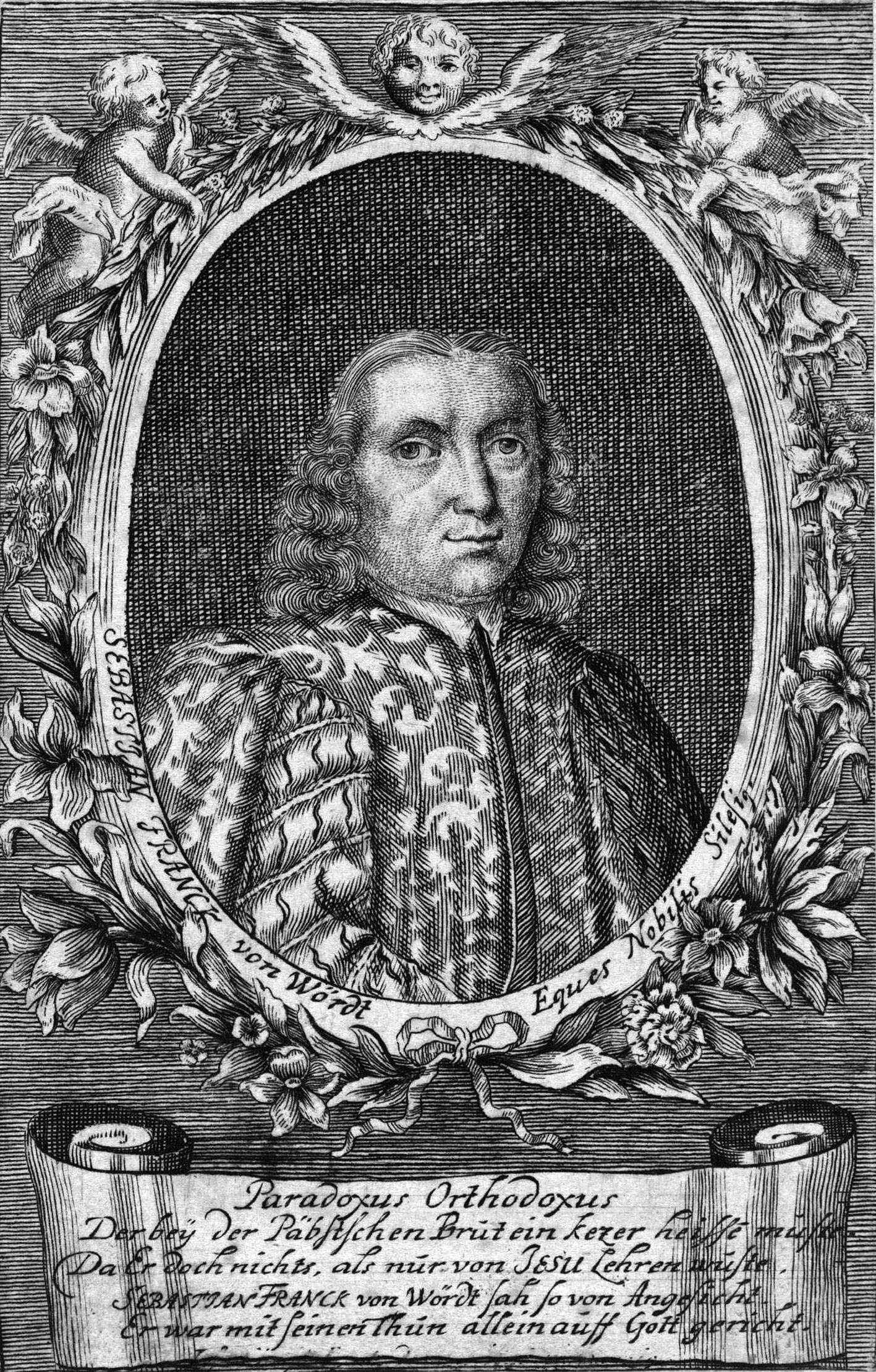
Sebastian Franck (1499–1542), Täufer
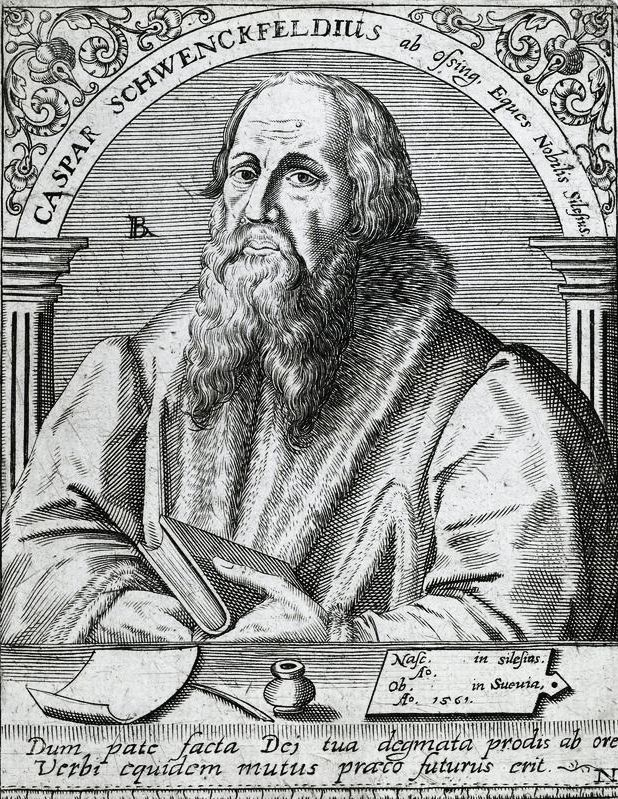
Kaspar Schwenckfeld (1490–1561), Begründer der Schwenkfeldianer
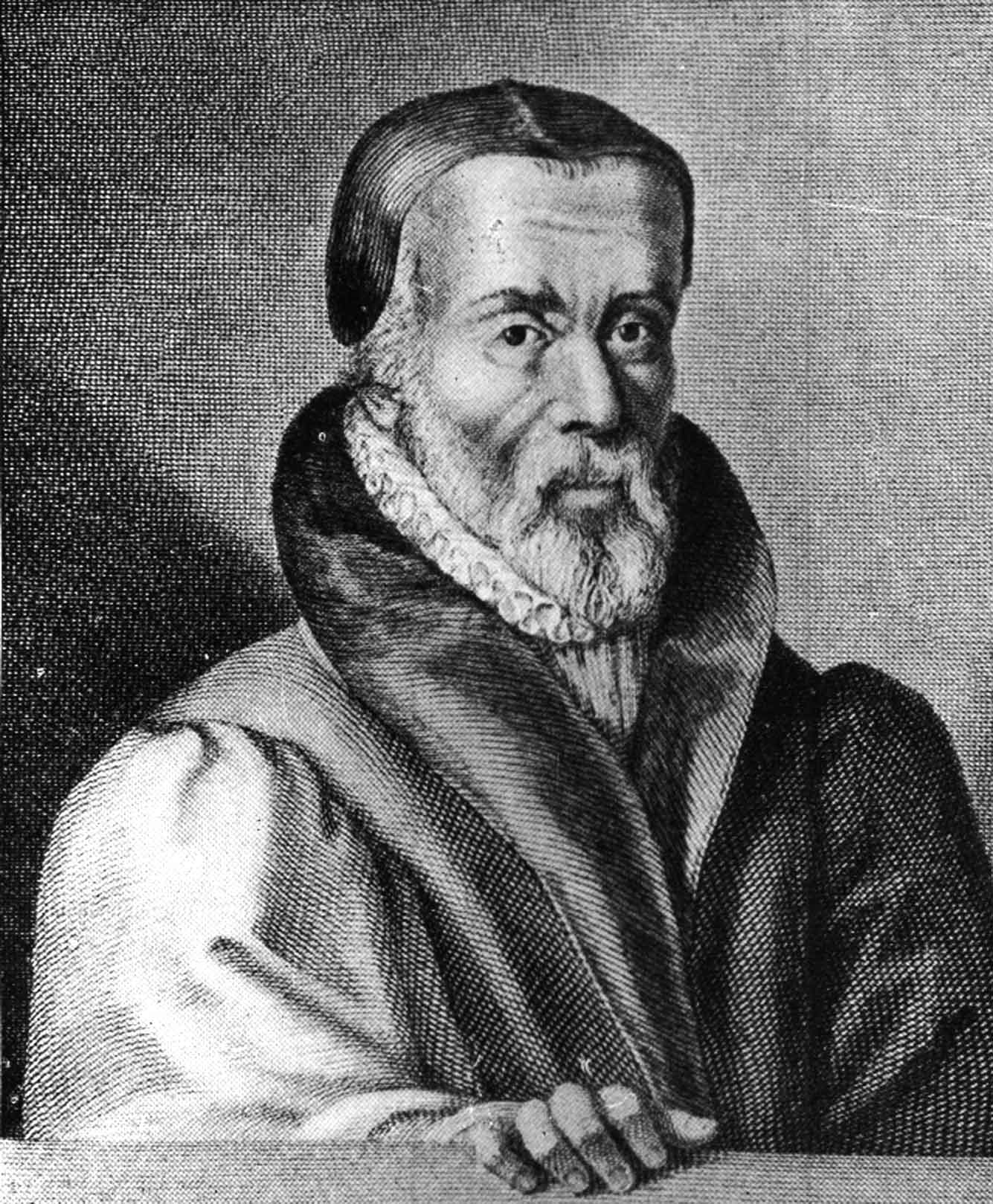
William Tyndale (1484–1536), Verbindungsfigur Anglikaner/Lutheraner
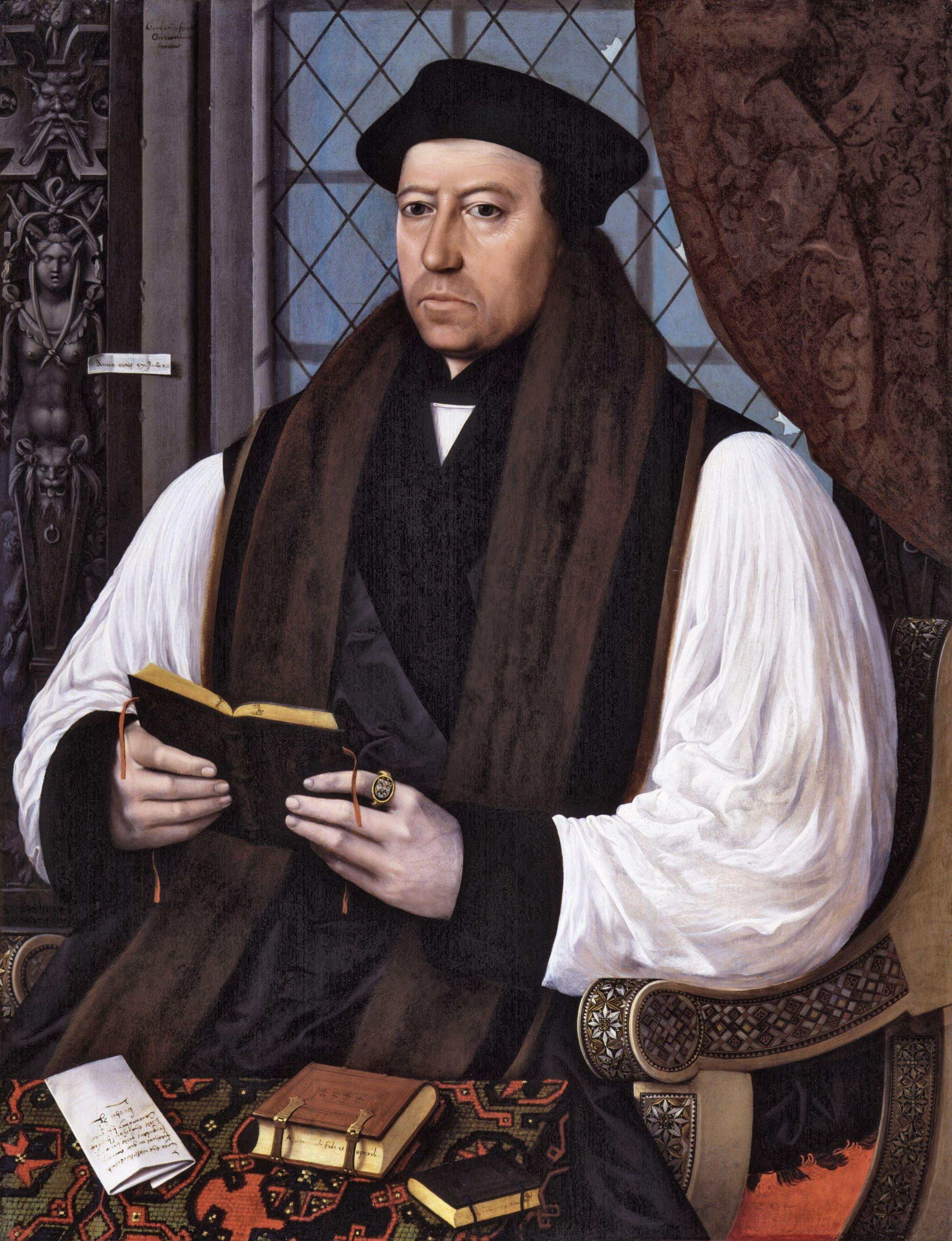
Thomas Cranmer (1489–1556), Anglikaner
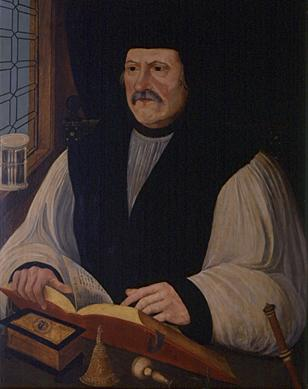
Matthew Parker (1504–1575), Anglikaner
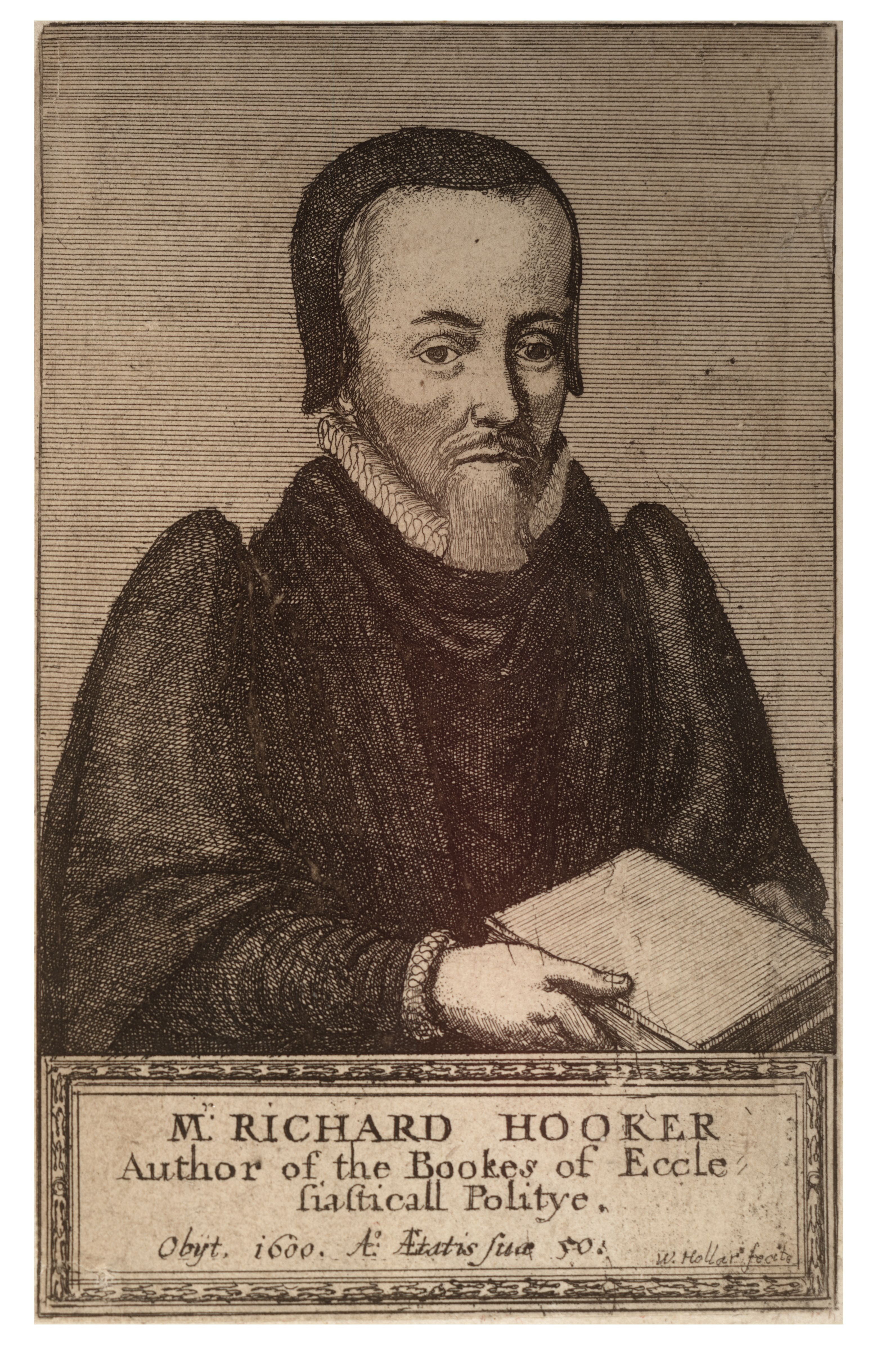
Richard Hooker (1554–1600), Anglikaner
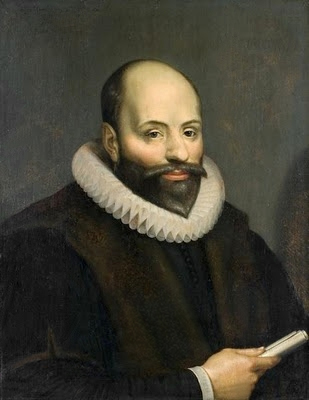
Jacobus Arminius (1560–1609), Reformierter und Begründer des Arminianismus
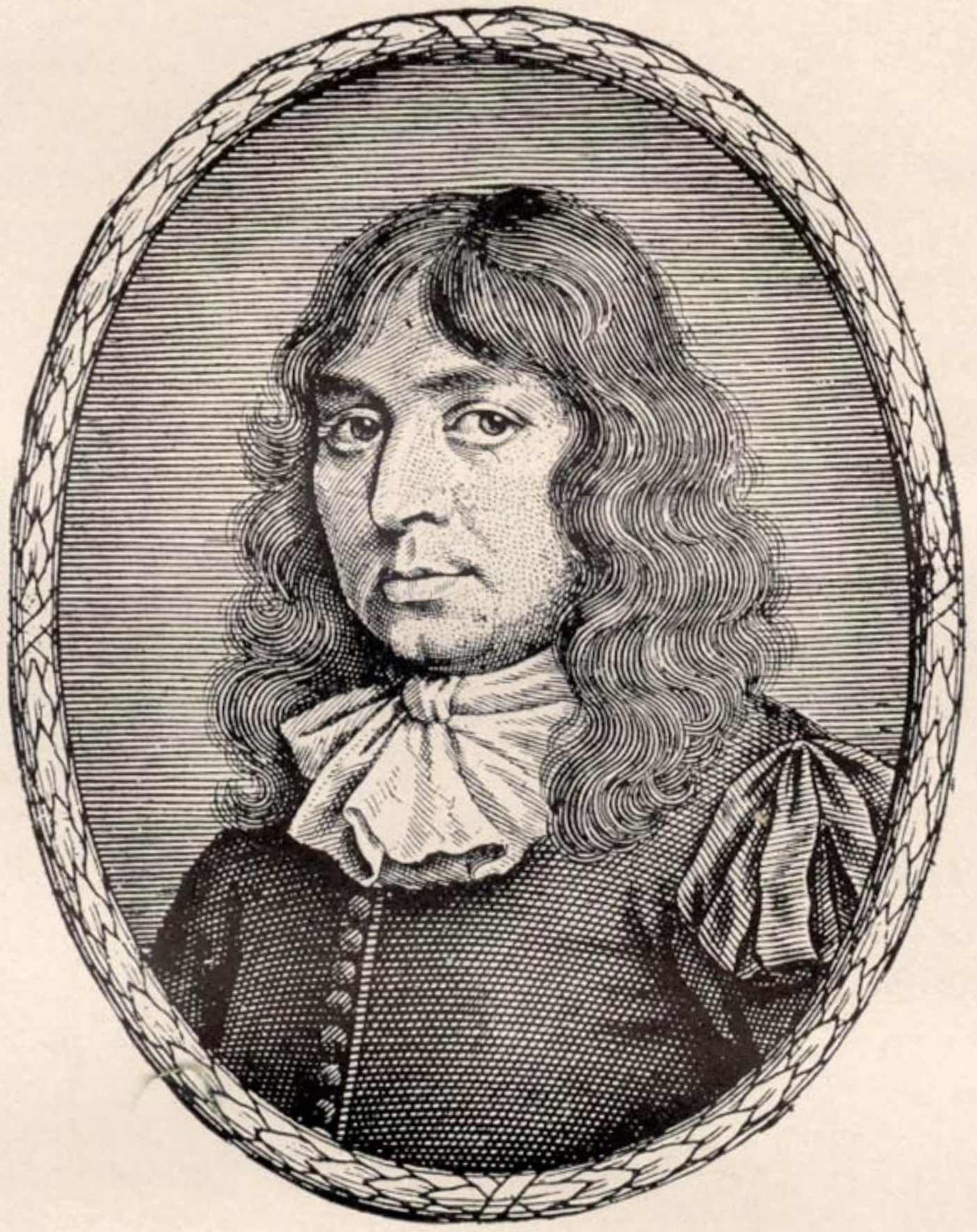
John Smyth (1566–1612), englischer Dissenter und Begründer der Baptisten
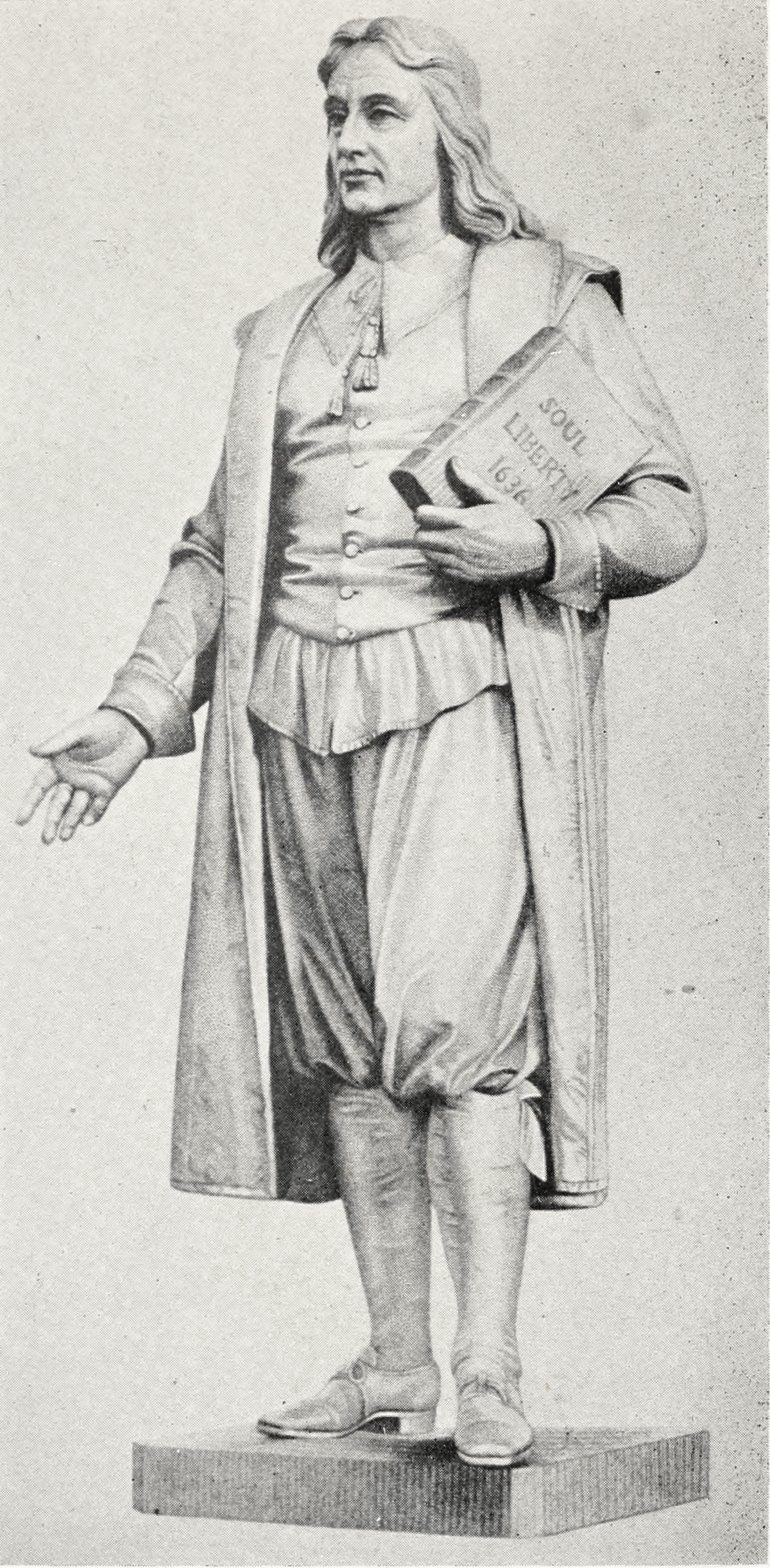
Roger Williams (1603–1683), englischer Dissenter und Baptist
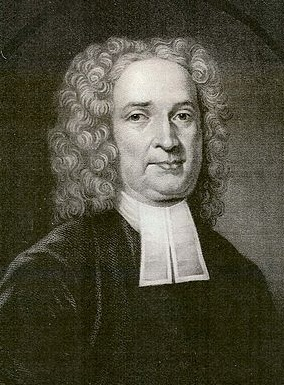
John Cotton (1585–1652), Puritaner
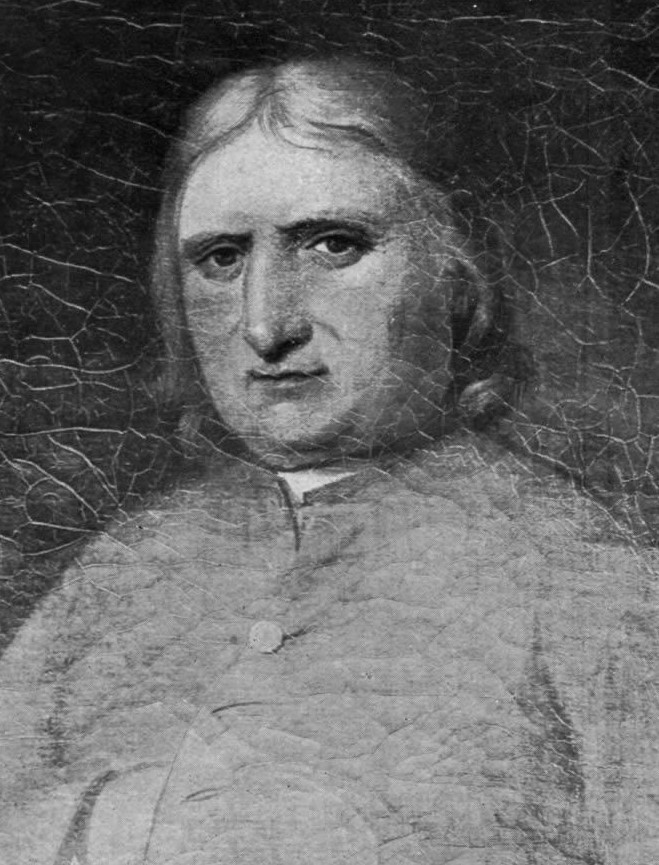
George Fox (1624–1691), englischer Dissenter und Begründer der Quäker
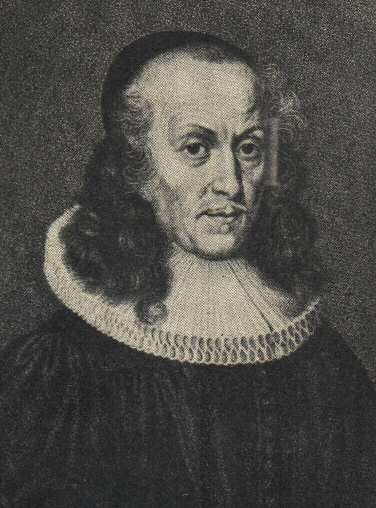
Philipp Jakob Spener (1635–1705), lutherischer Pietist
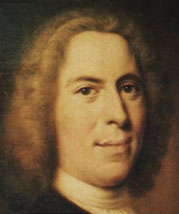
Nikolaus Ludwig von Zinzendorf (1700–1760), lutherischer Pietist
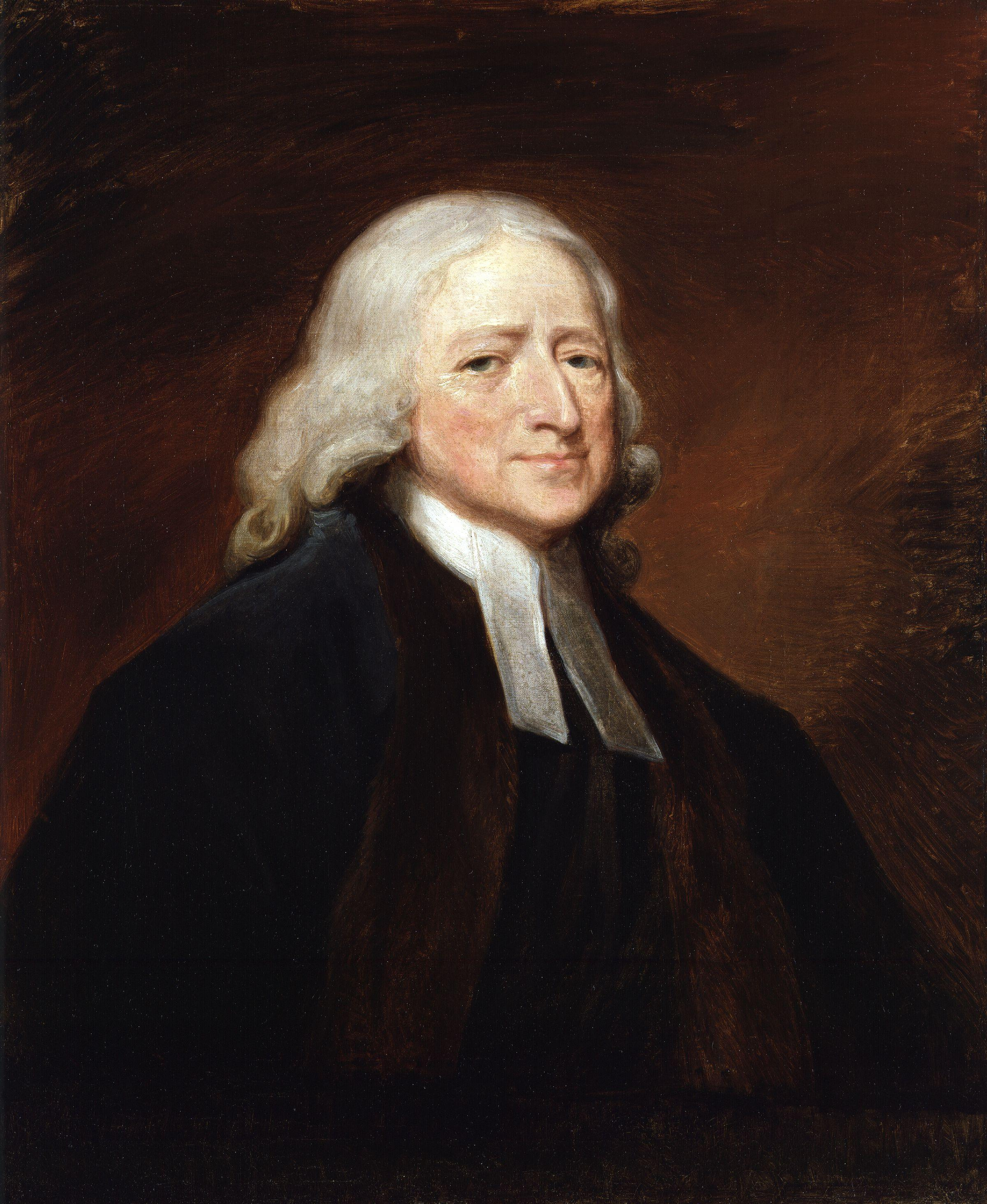
John Wesley (1703–1791), Anglikaner und Begründer des Methodismus
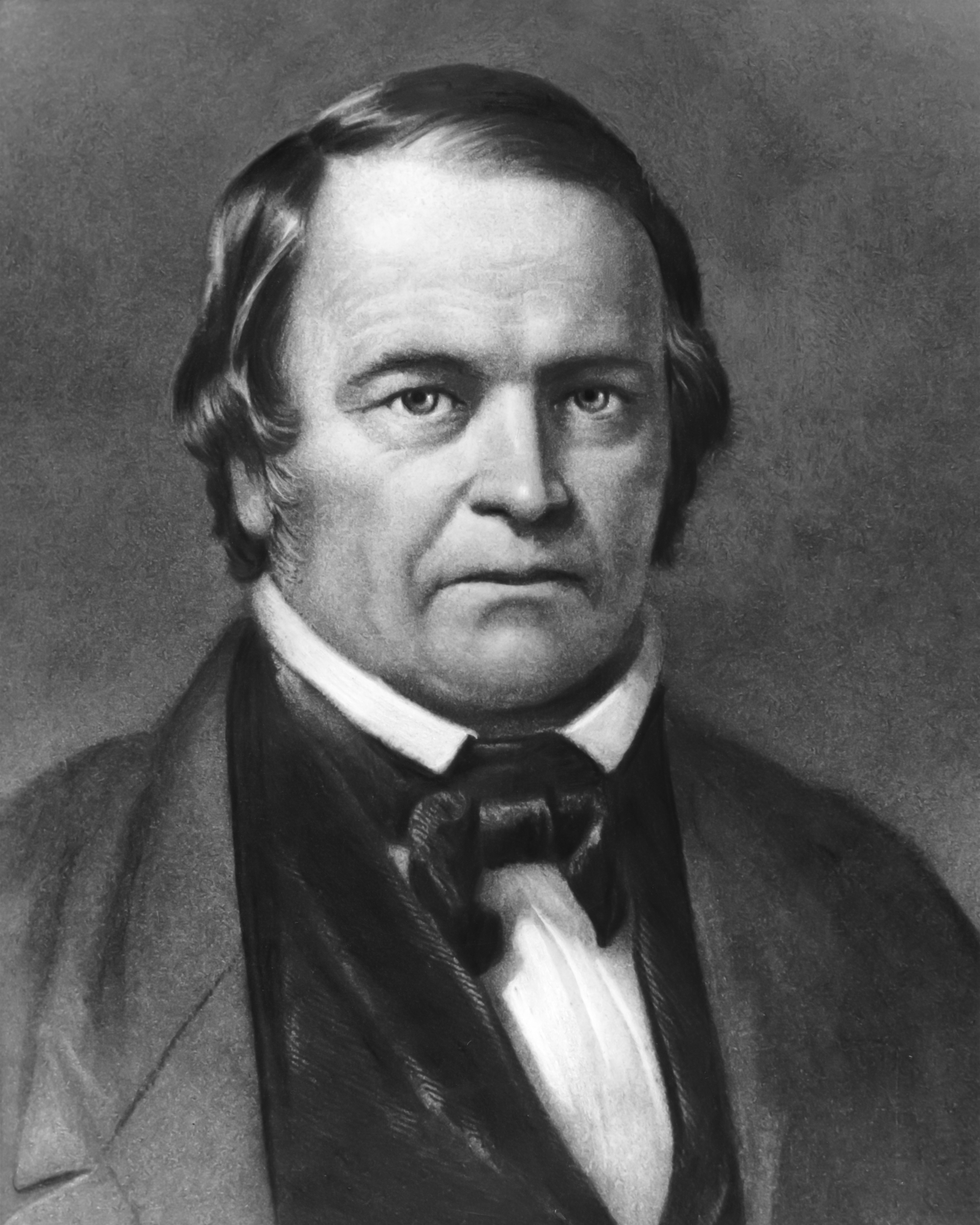
William Miller (1782–1849), Baptist und Begründer des Adventismus
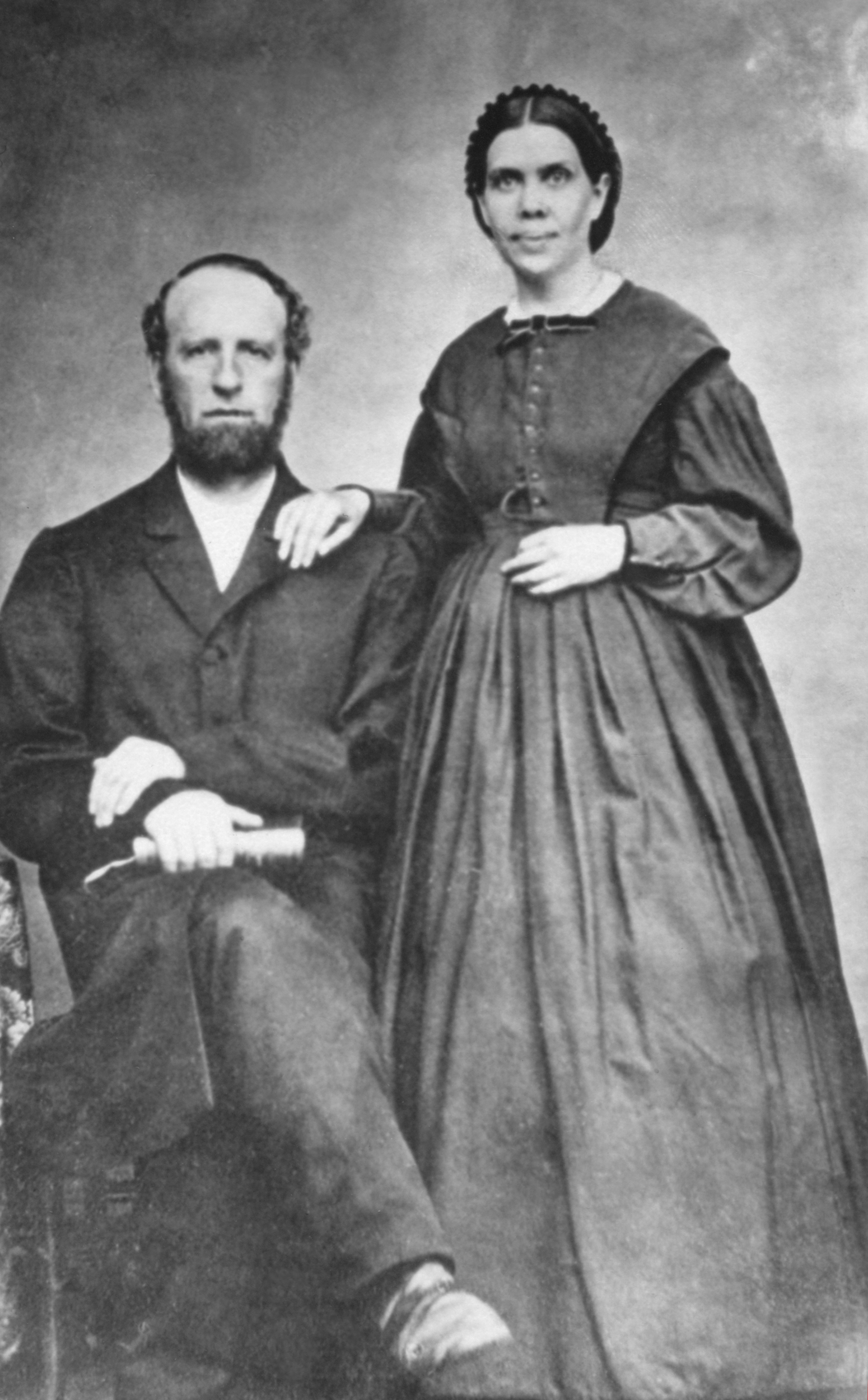
James Springer White (1821–1881) und seine Frau Ellen G. White (1827–1915), Siebenten-Tags-Adventisten
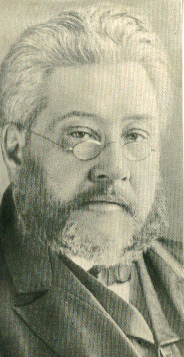
Charles Spurgeon (1834–1892), Baptist
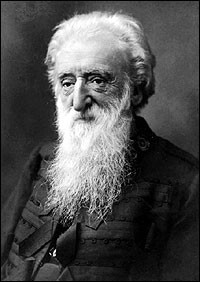
William Booth (1829–1912), Methodist und Begründer der Heilsarmee
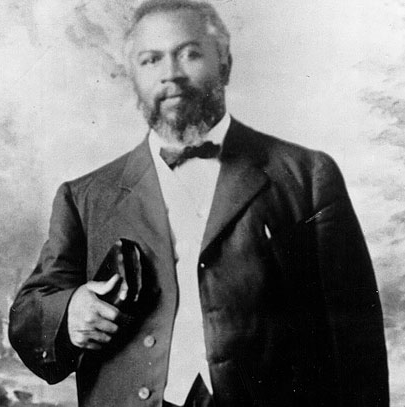
William J. Seymour (1870–1922), ehemaliger Baptist und Methodist, Förderer der Heiligungsbewegung und Pfingstler
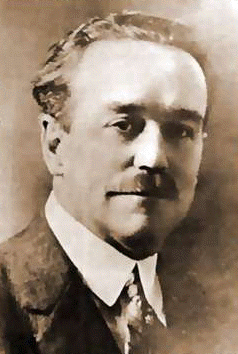
Charles Fox Parham (1873–1929), ehemaliger Methodist, Förderer der Heiligungsbewegung und Pfingstler

Keine historische Abbildung vorhanden: Konrad Grebel (1498–1526), Täufer, Jörg Blaurock (1492–1529), Täufer, Felix Manz (1498–1527), Täufer und Thomas Helwys (1550–1616), Baptist.

## Geschichte und Theologie des Begriffs
| Überblick der protestantischen Geschichte | Überblick der protestantischen Geschichte |
| Jahr                                      | Ereignis |
| ----------------------------------------- | --- |
| 1517                                      | Thesenanschlag in Wittenberg |
| 1519                                      | Gründung der Reformierten Kirche |
| 1521                                      | Wormser Edikt |
| 1525                                      | Gründung der Täufer Erster protestantischer Staat                                                                                             |
| 1529                                      | Speyerer Protestation Marburger Religionsgespräch                                                                                             |
| 1534                                      | Gründung der anglikanischen Kirche |
| 1545                                      | Konzil von Trient |
| 1555                                      | Augsburger Religionsfrieden |
| 1609                                      | Gründung der ersten Baptistengemeinde in Amsterdam                                                                                            |
| 1618                                      | Höhepunkt der Konfessionalisierung und Beginn des Dreißigjährigen Krieges                                                                     |
| 1648                                      | Westfälischer Friede |
| 1730                                      | Beginn der ersten Großen Erweckung |
| 1790                                      | Beginn der zweiten Großen Erweckung |
| 1817                                      | Erste unierte Kirche |
| 1906                                      | Beginn der Pfingstbewegung |
| seit 1960                                 | Zunehmende Säkularisierung Europas und Nordamerikas; weltweite Expansion der evangelikalen Bewegung und anderen Formen des Neuprotestantismus |

### Reformation bis zur Aufklärung
Der Begriff Protestanten geht zurück auf die Speyerer Protestation der evangelischen Stände auf dem Reichstag zu Speyer 1529: Sie protestierten gegen die Aufhebung des Abschieds von Speyer 1526, mit dem den Ländern und Reichsstädten, die Reformationen durchgeführt hatten, Rechtssicherheit zugesagt worden war, und beriefen sich dabei auf die Glaubensfreiheit des Einzelnen.
Weltliche Herrscher, angeführt von Kaiser Karl V., fürchteten um die Reichseinheit ihres katholisch durchdrungenen Machtbereichs, wobei der päpstliche Machtbereich als eigener gelten konnte. In einer Anzahl von Kriegen war der Protestantismus der mehr oder weniger schwerwiegende Gegenstand; dazu gehören die Hugenottenkriege in Frankreich und der Dreißigjährige Krieg, der fast ganz Europa und insbesondere Deutschland erfasste. Erst mit dem Augsburger Religionsfrieden 1555 wurde die lutherische Konfession und mit dem Westfälischen Frieden von 1648 auch die reformierte Konfession anerkannt. Den Täufern und anderen Bewegungen der sogenannten radikalen Reformation blieb in Deutschland und anderen europäischen Ländern bis ins 18. Jahrhundert jede Form von Anerkennung versagt.
Der äußeren Konsolidierung der Konfessionen folgte eine innere Festigung der protestantischen Lehre. Das führte zur lutherischen Orthodoxie. Mit Aufklärung und Pietismus wird diese starre Lehre aufgebrochen. Der Pietismus legte seinen Schwerpunkt auf das tätige Handeln des Christen und die Aufklärung kritisierte die wörtliche Bibelinterpretation und die Geltung der alten Dogmen. Damit veränderte sich der Protestantismus selbst. Erst in dieser Epoche wird der Begriff Protestantismus in der deutschen Theologie zu einer Selbstbeschreibung. Über das Englische ist er im 18. Jahrhundert vor allem durch die Neologie wieder eingeführt worden. Hier wurde der Begriff als Gegenbegriff zur römischen Kirche genutzt. Zugleich wurden mit diesem Begriff das Emanzipationspotential und die selbstständige Beziehung des Einzelnen zu Gott betont. Der Begriff fungierte folglich als Sammelbegriff für verschiedene Konfessionen. Das bedeutet im Umkehrschluss, dass der Begriff die Frage nach den Gemeinsamkeiten der Konfessionen provoziert, was zu einer Leitfrage des 19. Jahrhunderts wurde.

### Protestantismusbegriff im 19. Jahrhundert

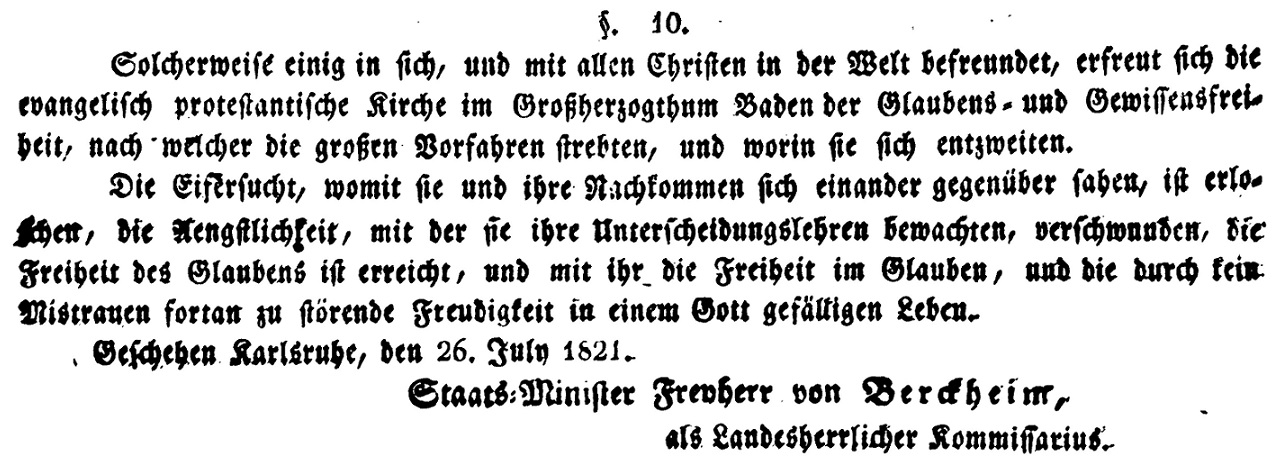
Schlussworte der badischen Unionsurkunde, 26. Juli 1821

Im deutschsprachigen Raum wurden durch die Koalitionskriege (1792 bis 1815), den Reichsdeputationshauptschluss (1803), den Rheinbund (1806 bis 1813) und den Wiener Kongress (1814/15) die konfessionell streng getrennten Territorien stark durcheinandergebracht, sodass nach dieser Zeit des Umbruchs viele konfessionell gemischte Territorien entstanden sind. Die Tatsache, dass sich in vielen Ländern sowohl lutherische als auch reformierte Gebiete vereinigten, führte zu sehr unterschiedlichen Formen der Kirchenunion der evangelischen Kirchen. Dass die Unterschiede zwischen den beiden protestantischen Konfessionen damit nivelliert wurden, passte sowohl den Aufklärungs- als auch den pietistischen Erweckungstheologen.
Die bekannteste und umstrittenste Kirchenunion ist die Preußische Kirchenunion von 1817. Am 27. September 1817 anlässlich des Reformationsjubiläums verkündete der preußische König Friedrich Wilhelm III. (reg. 1797–1840) die Kirchenunion von Lutheranern und Calvinisten. Mit dieser Verkündigung ging die Frage nach einer grundlegenden Kirchenreform einher. Es wurde im Rahmen einer Generalsynode über die Organisation der Kirche in einer Konsistorialverfassung oder einer Synodalverfassung gestritten. Im Zuge der Restauration kam es allerdings zu einer Aussetzung dieser Synode (1823) und der „Verdrängung liberaler Kräfte aus dem preußischen Kirchenwesen“. Der synodale Weg wurde vom preußischen Königshaus als zu nahe dem Parlamentarismus gesehen und daher verworfen. Zeitgleich entsponn sich auch ein Streit um das Recht des Landesherrn, kirchliche Angelegenheiten zu regeln. Der preußische König versuchte der preußischen Union eine einheitliche Agende zu verordnen und damit die Konfessionen liturgisch zu vereinheitlichen. Dies entfachte den sogenannten Agendenstreit. Am Schluss musste der König die Agende wegen des großen öffentliches Drucks zurücknehmen. Erst 1850 kam es zu einer teilweisen Selbstverwaltung der Kirchen und 1873 zu einer wirklichen Kirchenverfassung in Preußen.
In diesen kirchenpolitischen Entwicklungen war Schleiermacher stark mit einbezogen. Er votierte für die Synodalverfassung und bezog zur Rolle der Bekenntnisschriften Position, wobei er die Bekenntnisschriften nicht als wörtlich verbindlich begreift, sondern als ihrem gemeinsamen Sinne nach verpflichtend. Dieses Themengebiet nahm er dann auch zum Anlass über den Begriff des Protestantismus nachzudenken und Gemeinsamkeiten zwischen den Konfessionen zu definieren. Insgesamt war Schleiermacher ein Freund der Kirchenunion. Seine Glaubenslehre gilt bis heute vielen als Unions-Dogmatik.
Gegen die Kirchenunion und im Folgenden auch gegen den Begriff des Protestantismus gerichtet, entstand ein (zumeist lutherischer) Konfessionalismus im 19. Jahrhundert. Zumeist handelte es sich um diejenigen, die die Institution Kirche besonders schätzten und daher Sorge um Abspaltungen von der eigenen in der Kirche beglaubigten Lehre hatten. Diese „Kirchenfrommen“ waren besonders bemüht, die Lehre der lutherischen Orthodoxie zu bewahren und diese in Form von Normierung von Kirchenbau und neuen Gemeindegesangbüchern zu bewahren.
Der Konfessionalismus ist besonders durch zwei Personen wirkmächtig geworden: dem bayrischen Juristen Friedrich Julius Stahl (1802–1861) und dem bayrischen Theologen Wilhelm Löhe (1808–1872).
Friedrich Julius Stahl lieferte ausgehend von einem konservativen Staatsbegriff die juristische Vorstellung des Konservativismus. Er denkt den christlichen Obrigkeitsstaat, der von Gott über alle Menschen gesetzt ist. Dieser Staat ist für die Einhaltung von Grenzen und Regeln zuständig und ermöglicht nur in diesen die Freiheit des Einzelnen (d. h. die Freiheit geht nicht vom Naturrecht des Einzelnen aus, sondern existiert als gewährte Freiheit durch den Staat). Die Menschen müssen sich also unter die gegebene Herrschaft unterordnen und ggf. unter einem ungerechten Herrscher leiden. Das bedeutet auf die Kirche umgemünzt, dass sie über den Menschen steht und in ihrer gegebenen Form im besten Sinne Gottes ist. Da beide Gewalten (weltlich und geistlich) von Gott direkt legitimiert sind, darf der Landesherr mit dem geistlichen Stand gemeinsam die Kirche lenken. Und deren oberstes Ziel ist der Erhalt der reinen Lehre, denn „Glaubensgemeinschaft gebe es nur auf dem Boden reiner bekenntnismäßiger Lehre“. Damit hängt auf juristischer Seite auf einmal eine wirkliche funktionierende Kirche von der Einheitlichkeit der Lehre ab.
Wilhelm Löhe buchstabiert diese Forderung nach einem einheitlichen Bekenntnis nun theologisch aus. Ihm geht es um die vollständige Wahrheit, die nur in einem spezifischen Bekenntnis zu finden sei. Dieses Bekenntnis ist für ihn das lutherische, wobei er sich anders als Stahl eine gänzlich vom Pfarramt selbst verwaltete Kirche wünscht; mit dem landesherrlichen Kirchenregiment allerdings leben kann. In Folge dieser Theologie kommt es dann zur Identifikation der unsichtbaren Kirche mit der sichtbaren Bekenntniskirche und zu einer absolut gesetzten Hochschätzung der kirchlichen Amtspersonen. Daraus wird geschlussfolgert: „Zwischen schlechthin ungebrochener Bekenntnistreue und Abfall vom Christentum gibt es keinen mittleren Weg.“

### Protestantismusbegriff im 20. und 21. Jahrhundert

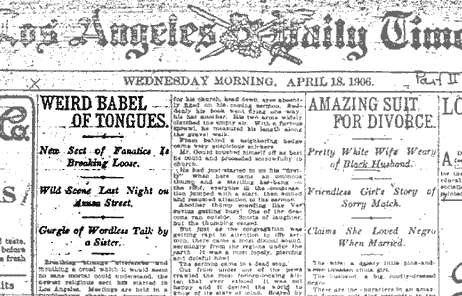
Ein kritischer Los Angeles Times Artikel über die Azusa-Street-Erweckung

1910 World Missionary Conference in Edinburgh

Um 1900 stellt sich die Frage nach dem Protestantismus auf eine neue Art. Georg Jellinek, Max Weber und Ernst Troeltsch, die sich alle drei in Heidelberg kennen gelernt hatten, fragten sich, welchen Einfluss der Protestantismus auf die Entstehung der Moderne gehabt hatte. Geprägt war diese Fragestellung vom Verlust der religiösen Selbstverständlichkeit um 1900. Die Religion sah sich nun in Konkurrenz mit anderen Welterklärungen (Marxismus, Darwinismus, Materialismus), die den Anspruch erhoben, besonders modern zu sein.
Georg Jellinek stellte in dem Buch „Die Erklärung der Menschen und Bürgerrechte“ von 1895 die These auf, dass die amerikanischen Menschenrechte maßgeblich initiiert sind von dem Bedürfnis der calvinistischen Siedler nach Religionsfreiheit und nach einer Trennung von Staat und Kirche. Der Calvinismus stand theologisch für eine stärkere Selbstbeschränkung des Staates in religiösen Belangen und daher dafür, das religiöse Bekenntnis von der Staatsbürgerschaft zu trennen. Aus dieser Vorstellung ging eine Forderung nach Religionsfreiheit hervor (insbesondere bei dem Prediger Roger Williams), die ein wesentlicher Grund für die Kodifizierung der Menschen- und Bürgerrechte in den USA war. Ernst Troeltsch hat diese These dann modifiziert, indem er darauf beharrte, dass dies keineswegs für den gesamten Calvinismus gelte, der in Nordamerika auch Staatskirchen errichtet hat, sondern nur für die protestantischen Sekten (die hauptsächlich calvinistischen Ursprungs waren). Troeltsch verweist insbesondere auf die Quäker.
Max Weber hat in einer Reihe von Artikeln um 1905 herum die Frage nach den wirtschaftlichen Folgen des Protestantismus gestellt. Max Weber ging davon aus, dass es einer geistigen Grundlage für erfolgreiches und kapitalistisches Wirtschaften bedarf. Die ethischen Ansichten einer Zeit sind für ihn unter anderem von religiösen Überzeugungen geprägt. Da England, die Niederlande und die USA die wirtschaftlich erfolgreichsten Länder des 18. und 19. Jahrhunderts waren, lag die These nahe, dass der Calvinismus eine solche wirtschaftsförderliche geistige Grundlage hervorbringen konnte. Diese fand Weber im asketischen Protestantismus, der aus der calvinistischen Lehre hervorgegangen ist. Er schätzte den Beruf des Einzelnen und etablierte die erfolgreiche Arbeit als einen Erweis für die Prädestination Gottes zum Heil. Daraus folgte eine Konzentration der ganzen Lebensführung auf die Arbeit und erfolgreiches wirtschaftliches Handeln. Dieser Geist hat dem Kapitalismus zum Durchbruch verholfen und hat sich im Laufe der Zeit selbst säkularisiert, indem die Arbeit nicht mehr einen religiösen Zweck hatte, sondern zum profanen Selbstzweck wurde.
Ernst Troeltsch stellte in seinem Werk „Die Bedeutung des Protestantismus für die Entstehung der modernen Welt“ von 1906 dar, dass zwischen Protestantismus und Moderne kein Widerspruch besteht, sondern beides einander beeinflusst hat. Viele Prinzipien der Moderne gehen zumindest zum Teil auf Prinzipien des Protestantismus zurück, so ist zum Beispiel der weltliche Individualismus der Moderne aus dem religiösen Individualismus des Protestantismus entstanden. Diese Prinzipien sieht Troeltsch bereits im Christentum angelegt, doch erst durch den Protestantismus zum Prinzip erhoben. Während jedoch die zwei großen Konfessionen, das Luthertum und der Calvinismus, zu Beginn noch sehr mittelalterlich geprägt waren, hat aber im 18. Jahrhundert eine Entwicklung stattgefunden. Aus dem antimodernen Altprotestantismus ist unter Aufnahme von Ideen der christlichen Sekten, der christlichen Mystik, der Aufklärung und des Humanismus der Neuprotestantismus entstanden. Dieser ist eine mit der Moderne kompatible Form des Protestantismus.
Seit den 1920er-Jahren ist der Hauptstreit in der deutschen protestantischen Theologie die Unterscheidung zwischen dialektischer und liberaler Theologie. Während erstere die Offenbarung ins Zentrum stellt gegen die bestehende Kultur (vor allem in Abgrenzung gegen den Nationalsozialismus), sieht letztere den Protestantismus in der jeweiligen Kultur beheimatet. Der Hauptvertreter der dialektischen Theologie ist Karl Barth. Ein zeitgenössischer Vertreter der liberalen Theologie ist Jörg Lauster. Paul Tillich hingegen grenzt sich von der dialektischen Theologie ab und denkt den liberalen Protestantismusbegriff im Kontext seiner existentialistischen Theologie weiter.
Karl Barth erwidert gegen Ernst Troeltsch, dass Protestantismus und Moderne genauso wenig kompatibel miteinander seien wie Protestantismus und Mittelalter. Erst als der Altprotestantismus sich von den eigentlichen Prinzipien abgewandt hat und zum Neuprotestantismus gewandelt hat, verriet er seinen Wesenskern. Er hat dabei unreflektiert die Ideen der Moderne aufgenommen. Das protestantische Denken hat seinen Ausgangspunkt nach Barth nicht im Menschlichen, sondern im Göttlichen. Es will die Erde im Licht des Himmels und nicht den Himmel von der Erde verstehen. Als der alte Protestantismus aber die Ideen der Moderne aufnahm und zum Neuprotestantismus wurde, verriet er seinen Wesenskern. Die protestantische Theologie seit dem 18. Jahrhundert hat das erste Gebot („Du sollst keine Götter neben mir haben“) als theologisches Axiom verletzt, indem sie der Offenbarung weitere Axiome beigeordnet hat, die teilweise größere Relevanz als das erste erhielten und die Deutung der Offenbarung bestimmten. Barth hält dies für problematisch, da die neuen Axiome anders als die Offenbarung willkürlich gewählt sind und so seiner Meinung nach nicht zu Gott führen.
Paul Tillich war ein Theologe des 20. Jahrhunderts, der zunächst in Deutschland und dann in den USA wirkte. Der Protestantismus ist für Tillich Kritik und Gestaltung. Er erkennt das protestantische Denken als den einzigen Weg, um dem besonderen Wesen des Christentums gerecht werden. Denn die christliche Kirche habe zwar den klaren Bezug zu Gott, laufe aber immer wieder Gefahr, das Heil ausschließlich in sich selbst zu verkörpern. Deshalb sei eine prophetische Kritik nötig. Prophetische Kritik geht für Tillich vom transzendenten Erleben und damit vom Jenseits aus (dies nennt Tillich auch „das, was uns unbedingt angeht“) und überwindet den selbstbezogenen menschlichen Horizont. Die Aufgabe des Protestantismus ist, diese Kritik zur Sprache zu bringen. Er warnt jedoch auch davor, den Protestantismus auf diese Kritik zu reduzieren. Protestantismus muss auch Gestaltung sein, indem er die Religion zu einer Kirche zur Sammlung der Gläubigen gestaltet. Um sein gestaltendes Prinzip nicht zu vernachlässigen, muss der Protestantismus mit dem katholischen Sakramentalverständnis in einem fruchtbaren Dialog bleiben.
Jörg Lauster präsentierte 2017 anlässlich des Reformationsjubiläums seine Vorstellung von Protestantismus als Ausdrucksform des „Ewigen Protests“. Dieser sei ein dem Christentum innewohnendes Prinzip, das in der Reformation besonders gut sichtbar wurde. Es richtet sich gegen „alles, was das Herz des Religiösen kleiner und enger macht.“ Diese Gefahr besteht, wenn Kirche ihre religiösen Ausdrucksformen absolut setzt und vergisst, dass sich das Heilige und die christliche Botschaft niemals in seiner Vollständigkeit von menschlicher Sprache und Vorstellung abbilden lässt. Daher wirkt der „Ewige Protest“ stets gegen eine Überhöhung der eigenen Institution und deren Traditionen und Lehrmeinungen. Vielmehr drängt er die Menschen zu einem Austausch untereinander und die Kirche zu einem steten Wandel. Die Reformation hat dieses Prinzip lediglich wieder zum Vorschein gebracht. Die protestantischen Kirchen gehen fehl, wenn sie denken, einen Idealzustand erreicht zu haben.

## Glaubenslehre und Charakteristiken

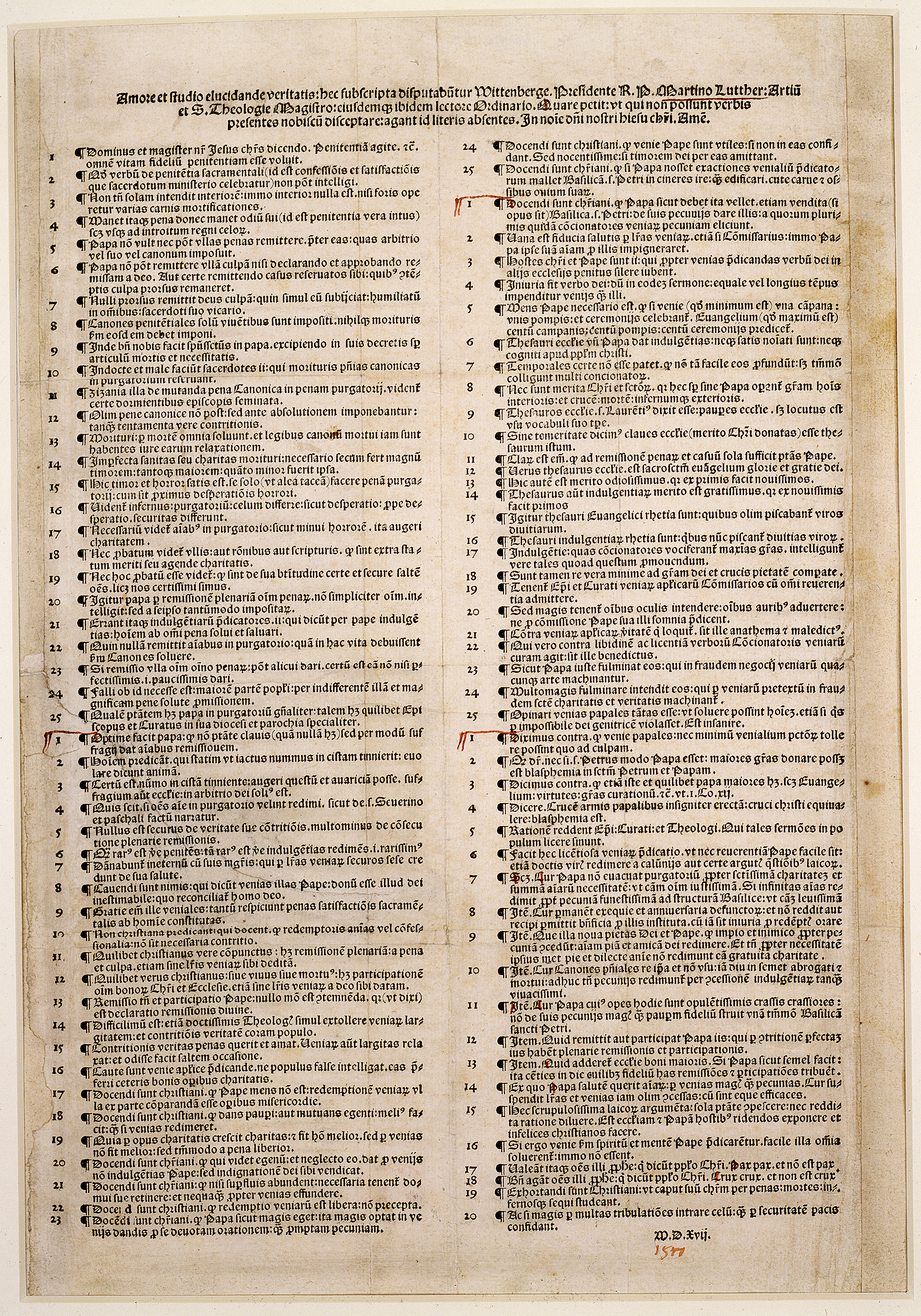
Disputatio pro declaratione virtutis indulgentiarum, Öffnungsschrift der Reformation

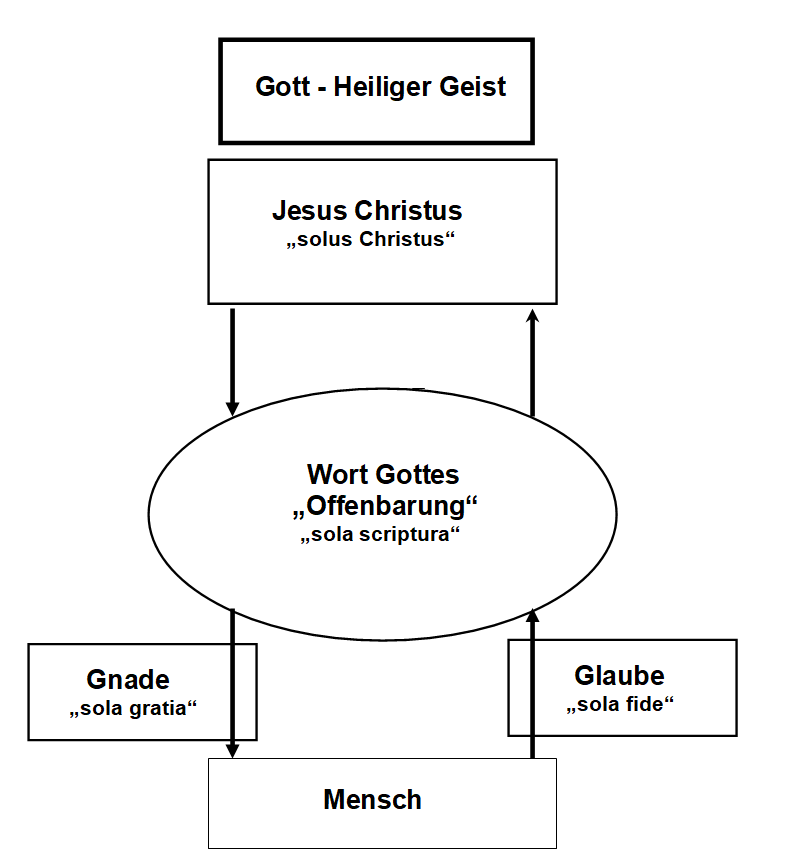
Schematische Darstellung zu Luthers Rechtfertigungslehre, modifiziert nach P. Blickle (1992)

Prägend sind die Konzentration auf die Bibel, die Anerkennung Jesu Christi als alleiniger Autorität für die Kirche und den einzelnen Glaubenden sowie die Lehre, dass der Mensch „allein aus Gnade“ – und nicht aufgrund seines Handelns – errettet wird. Rechtfertigung erfährt der Mensch „allein durch den Glauben“. Entsprechend wird der Ablass (Nachlass zeitlicher Sündenstrafen gegen Geld, Bußübungen oder andere gute Werke) abgelehnt.
Die evangelische Lehre wird oft in den „vier Soli“ – solus Christus (allein Christus), sola scriptura (allein durch die Schrift), sola gratia (allein durch Gnade) und sola fide (allein durch den Glauben) zusammengefasst.
Einige aus der katholischen Kirche bekannte Sakramente (z. B. Firmung, Ehe, Priesterweihe und Krankensalbung) werden von den evangelischen Kirchen nicht anerkannt, da sie als nicht von Christus eingesetzt betrachtet werden. Martin Luther sprach vom allgemeinen „Priestertum aller Gläubigen“. Als eindeutig von Christus eingesetzte Sakramente gelten die Taufe und das Abendmahl. Luther hält an der Beichte fest, sie gilt in der Regel jedoch offiziell nicht mehr als Sakrament, lediglich einige lutherische Kirchen erkennen der Beichte einen sakramentalen Charakter zu. In den evangelisch-reformierten Kirchen und in vielen evangelischen Freikirchen besitzen die Sakramente lediglich Symbolcharakter. Auch wenn Luther zunächst noch ein lateinisches Messbuch entwickelte, wurden spätestens seit seiner Veröffentlichung einer Messe in deutscher Sprache (Deutsche Messe B) Gottesdienste und Messen in allen reformatorischen Kirchen in der jeweiligen Landessprache abgehalten, während die katholische Kirche bis heute offiziell an der lateinischen Sprache festhält, in der Praxis jedoch seit dem Zweiten Vatikanum auch zur Volkssprache übergegangen ist. Jedoch hat mit einer jüngeren Entscheidung von Papst Benedikt XVI., die tridentinische Messe wieder voll zugänglich zu machen, die lateinische Sprache im katholischen Gottesdienst erneut an Bedeutung zugenommen.
Die Reformation war zwar im Kern eine religiöse Bewegung, aber sie hatte stärkste Auswirkungen auf alle Lebensbereiche. Die Reformatoren und der (frühe) Protestantismus entwickelten ein umfassendes Modell für Staat und Gesellschaft, dessen weitere Entfaltung sich vor allem in der von Calvins Denken geprägten angloamerikanischen Welt vollzog. Die Grundzüge dieses Modells wurden nach und nach in vielen Teilen der Welt auch von Nichtprotestanten übernommen.
In den Kirchen der Reformation sind die Geistlichen nicht zur Ehelosigkeit verpflichtet. Das evangelische Pfarrhaus hatte einen enormen Einfluss auf das Entstehen einer geistigen Elite. Zum Beispiel verzeichnete um 1955 die Allgemeine Deutsche Biographie von den etwa 1600 großen Deutschen 861 Pfarrerssöhne. Ähnliches gilt für die anderen protestantisch geprägten Länder. Vor allem seit Mitte des 20. Jahrhunderts wurden in vielen protestantischen Kirchen Frauen zum Pfarramt zugelassen, auch in Führungspositionen, z. B. die frühere lutherische Bischöfin und Ratsvorsitzende der Evangelischen Kirche in Deutschland, Margot Käßmann, und seit Sommer 2014 leitet Antje Jackelén als Erzbischöfin die lutherische Kirche Schwedens. Das war ein wesentlicher Beitrag zur rechtlichen und faktischen Gleichstellung von Frauen und Männern.
Insbesondere in Schottland sowie in England und seinen Kolonien in Nordamerika schufen Protestanten demokratische Strukturen im weltlichen Bereich (John Milton, Oliver Cromwell, John Locke, William Bradford, John Winthrop, Roger Williams, Thomas Hooker, William Penn, George Washington, Thomas Jefferson, John Adams u. a.). Vor allem die amerikanische Demokratie wurde für viele Staaten, darunter Deutschland, zum Vorbild bei der Schaffung ihrer eigenen demokratischen Gesellschafts- und Staatsform. Die prinzipielle Trennung von Geistlichem und Weltlichem war bereits durch Luthers Zwei-Reiche-Lehre vollzogen worden. Indem Luther allen Getauften das allgemeine Priestertum zusprach, wertete er die Laien in der Kirche außerordentlich stark auf; dies führte er unter anderem in seiner Schrift Dass eine christliche Versammlung oder Gemeine Recht und Macht habe, alle Lehre zu beurteilen und Lehrer zu berufen, ein- und abzusetzen von 1523 aus. Dieses demokratische Element wurde im reformierten Bereich durch die Schaffung von Presbyterien (Kirchengemeinderat) und Synoden, deren Mitglieder von den Gemeindegliedern gewählt wurden und in denen Geistliche und Laien gleichberechtigt in der Leitung der Kirche zusammenwirkten, wesentlich verstärkt (kirchliche Selbstregierung).
Das Bildungswesen nahm in den von der Reformation erfassten Gebieten einen starken Aufschwung, da jedes Gemeindeglied in die Lage versetzt werden sollte, die Bibel selbst zu lesen. Philipp Melanchthon erhielt für sein Engagement auf diesem Gebiet den Ehrennamen Praeceptor Germaniae (Lehrer Deutschlands). Schulpflicht sowohl für Jungen als auch für Mädchen sorgte für einen hohen Grad der Alphabetisierung. Das reformatorische Gottes- und Menschenbild hat zur Folge, dass der in Christus erwählte und erlöste Mensch in Bewegung gesetzt wird. Er darf und soll alle ihm vom Schöpfer verliehenen Kräfte, einschließlich Verstand und Vernunft, frei entfalten – im geselligen Umgang, in der Wirtschaft, in den Wissenschaften und in der Kunst. Er darf und soll Gottes gute Schöpfung erforschen und im Sinne von Gen 2,15  nachhaltig nutzen. Dies schuf ein günstiges kulturelles Klima für das Erblühen der Geisteswissenschaften, der Naturwissenschaften und der Technik. Der von dem amerikanischen Soziologen Robert King Merton 1938 entwickelten Merton-These zufolge wurde die naturwissenschaftlich-technologische Revolution des 17. und 18. Jahrhunderts im Wesentlichen von Protestanten, vor allem englischen Puritanern und deutschen Pietisten, getragen. Die Naturrechtsjuristen Hugo Grotius und Samuel Pufendorf sowie die Philosophen der englischen und deutschen Aufklärung John Locke, John Toland, Matthew Tindal, Gottfried Wilhelm Leibniz, Christian Wolff, Christian Thomasius, Immanuel Kant sowie der Genfer Jean-Jacques Rousseau entstammten dem Protestantismus und waren von diesem geprägt. Sie griffen Entscheidungen auf, die in der Reformation und in Teilen des frühen Protestantismus getroffen worden waren, und entwickelten sie weiter, z. B. Religionsfreiheit, Gleichheit der Menschen und Demokratie. Beispielsweise leitete Locke, der tief im protestantischen Denken verwurzelt war, die Gleichheit der Menschen, einschließlich der Gleichheit von Mann und Frau, nicht aus philosophischen Prämissen, sondern aus 1. Mose 1,27–28  (Imago Dei) ab. Der Gleichheitsgrundsatz ist unerlässliche Grundlage der rechtsstaatlichen Demokratie. Der bedeutendste Philosoph des Deutschen Idealismus Georg Wilhelm Friedrich Hegel studierte am Evangelischen Stift in Tübingen. Die Ideen der Aufklärung wurden in erster Linie vom protestantischen Bürgertum umgesetzt. Die katholische Kirche lehnte die Aufklärung ab.
Die Reformatoren befürworteten einen Lebensstil, der Fleiß, (Selbst-)Disziplin, Pflichtbewusstsein, Ehrlichkeit, Genügsamkeit, Sparsamkeit und – vor allem bei Calvin – Verzicht auf Luxus einschloss. Max Weber schloss in seiner Protestantischen Ethik, dass dadurch Geld für Investitionen frei wurde, was das Wirtschaftsleben in den protestantisch geprägten Gebieten nachhaltig beflügelte. Webers populäre Thesen halten – zumindest im deutschen Sprachraum – einer empirischen Überprüfung jedoch nicht stand. Dagegen fand der US-amerikanische Soziologe Gerhard Lenski in einer 1958 durchgeführten empirischen Untersuchung im Großraum Detroit (US-Bundesstaat Michigan) wesentliche Teile von Webers Thesen bestätigt, insbesondere im Hinblick auf die unterschiedlichen Einstellungen gegenüber dem Wirtschaftsleben und den Naturwissenschaften bei Katholiken einerseits und (weißen) Protestanten sowie Juden andererseits. Der Soziologe Eduard Heimann schloss, dass Wirtschaft einerseits und Naturwissenschaften und Technik andererseits sich gegenseitig verstärkten, da in der Wirtschaft die jeweils neuesten und effektivsten Erkenntnisse, Methoden und Maschinen zum Einsatz kamen, um die Produktivität zu steigern. Dies habe zu einem ständig steigenden Lebensstandard geführt, auch für die unteren sozialen Schichten. Diese Entwicklung halte nach wie vor an.

Auswahl bemerkenswerter Schriften von Protestanten (aus unterschiedlichen Zeitalter)
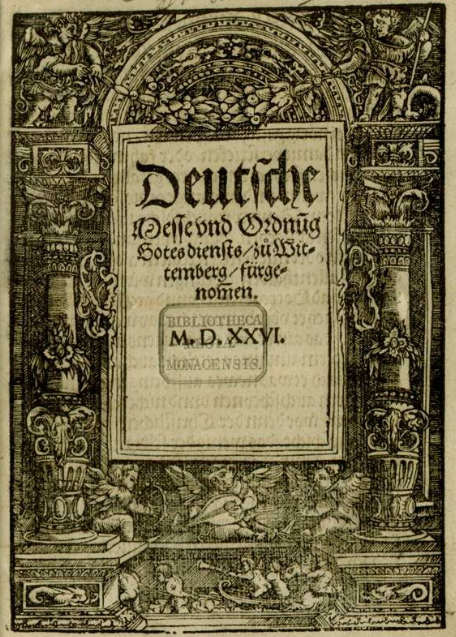
Martin Luther: Deutsche Messe und Ordnung Gotesdiensts, 1526
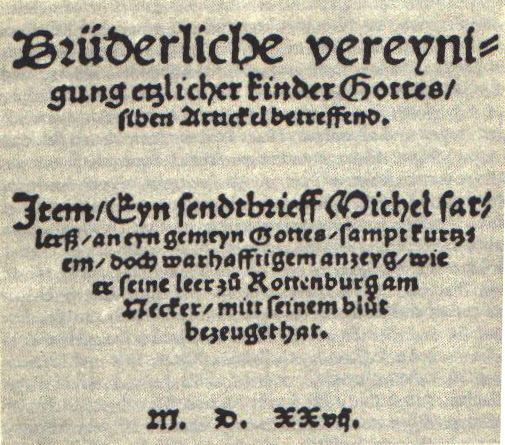
Bekenntnisschrift der Täuferbewegung (unter Federführung von Michael Sattler): Schleitheimer Artikel, 1527
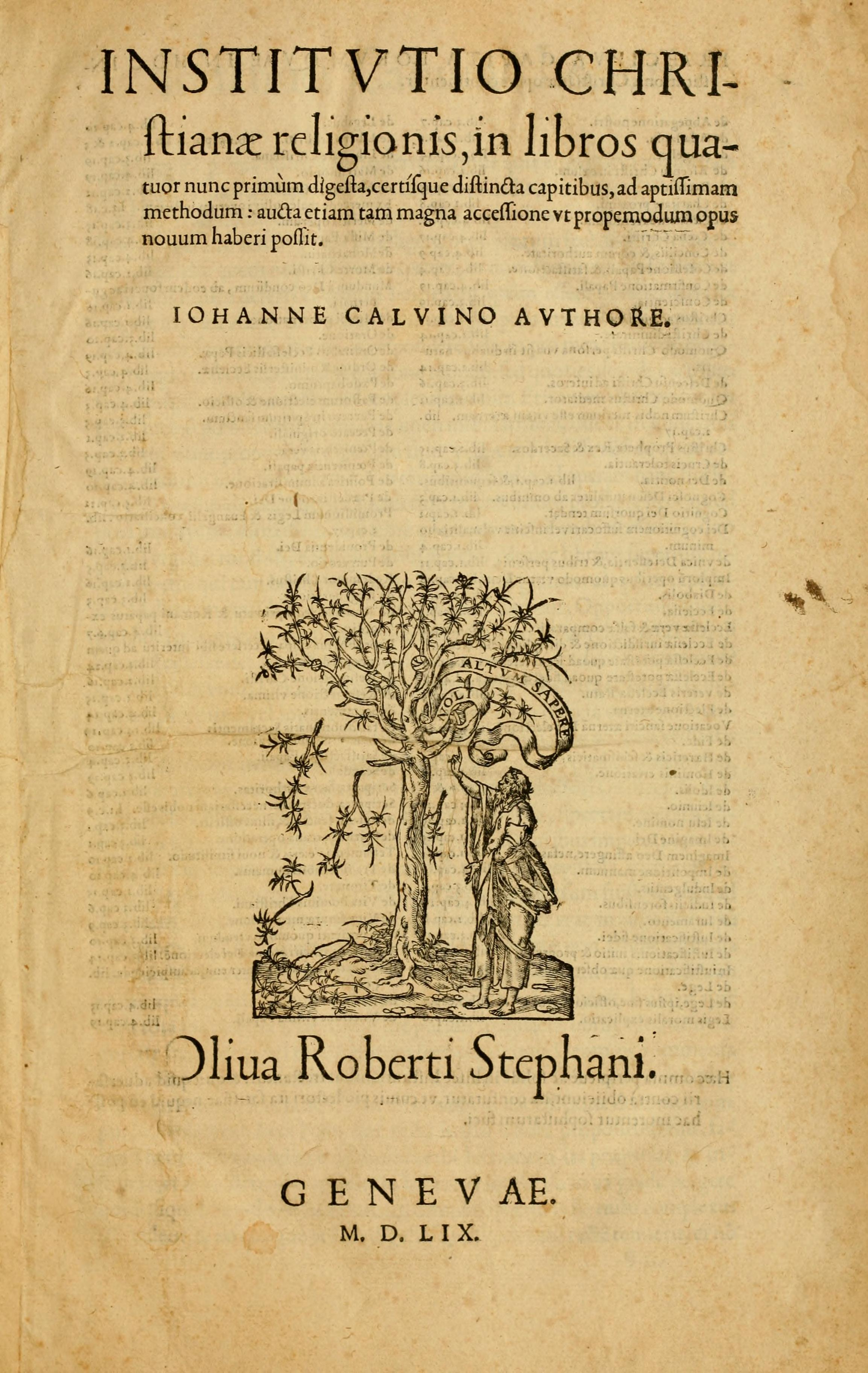
Johannes Calvin: Institutio Christianae Religionis, 1559 (erst erschien 1536)
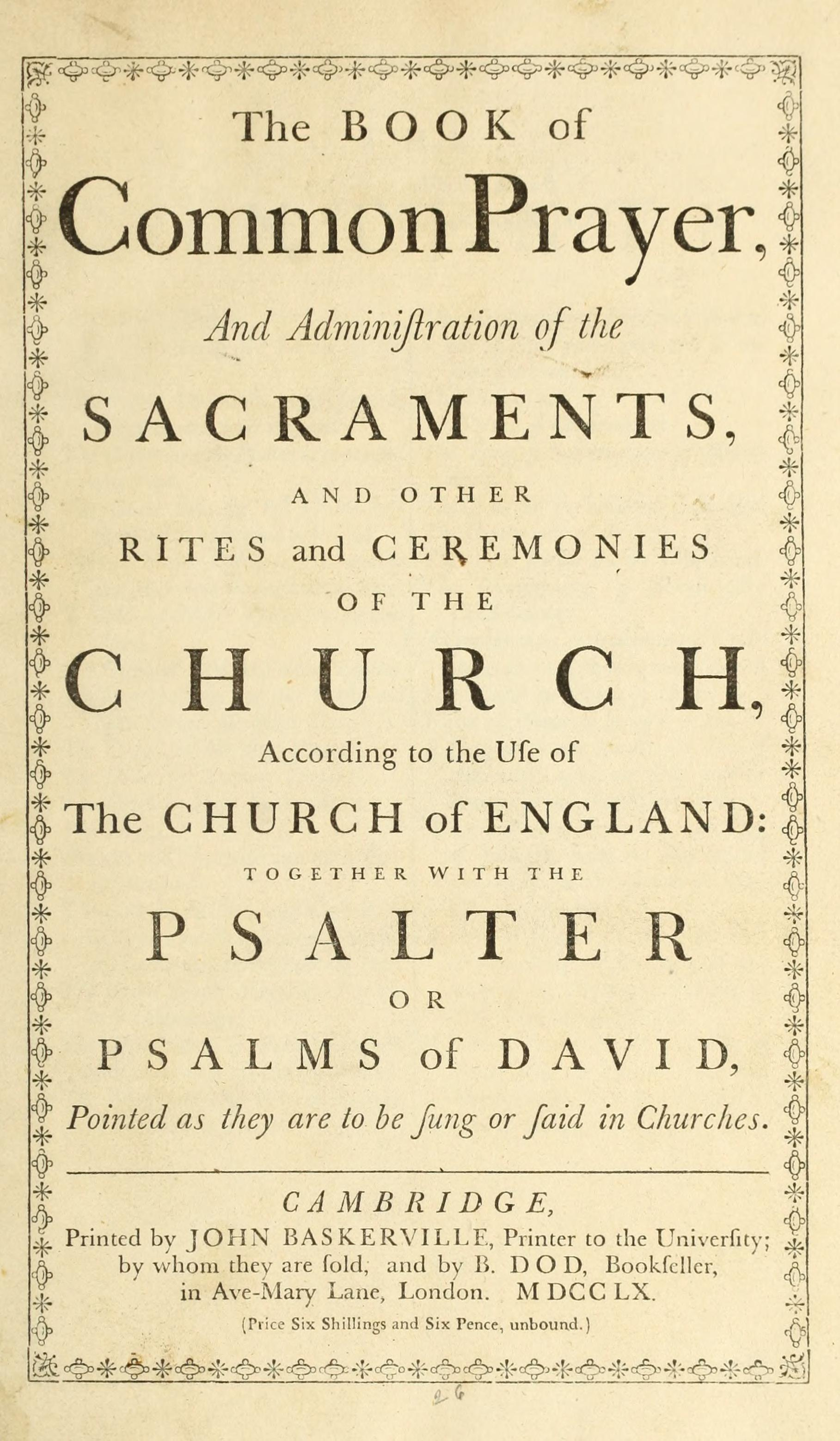
Anglikanisches Book of Common Prayer, 1760 (erst erschien 1549)
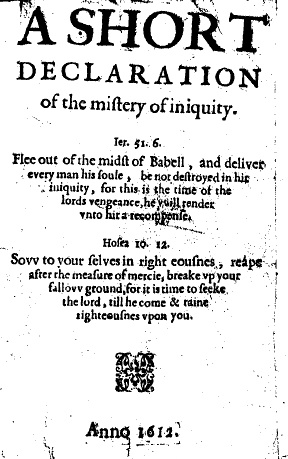
Thomas Helwys: A Short Declaration of the Mistery of Iniquity, 1612
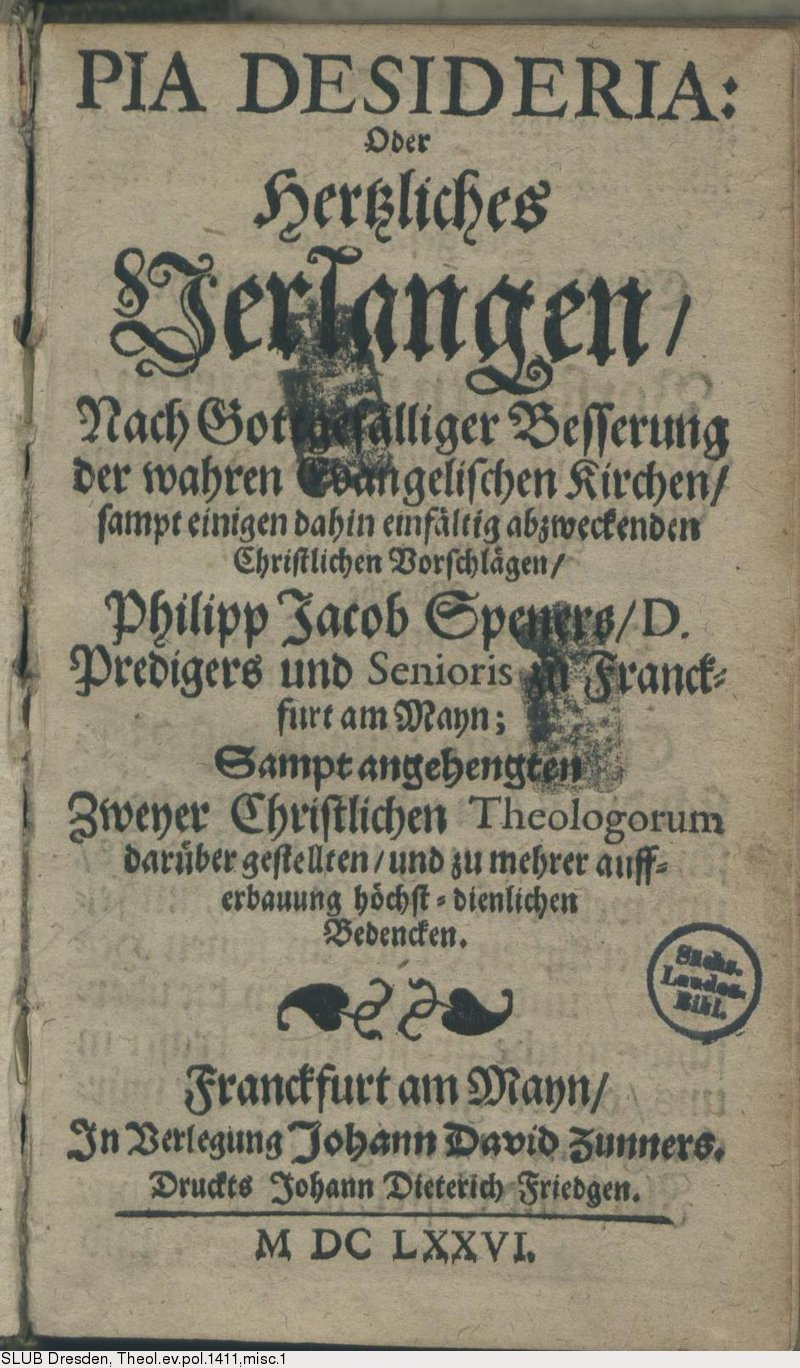
Philipp Jacob Spener: Pia desideria/Herzliches Verlangen nach gottgefälliger Besserung der wahren evangelischen Kirchen, 1675
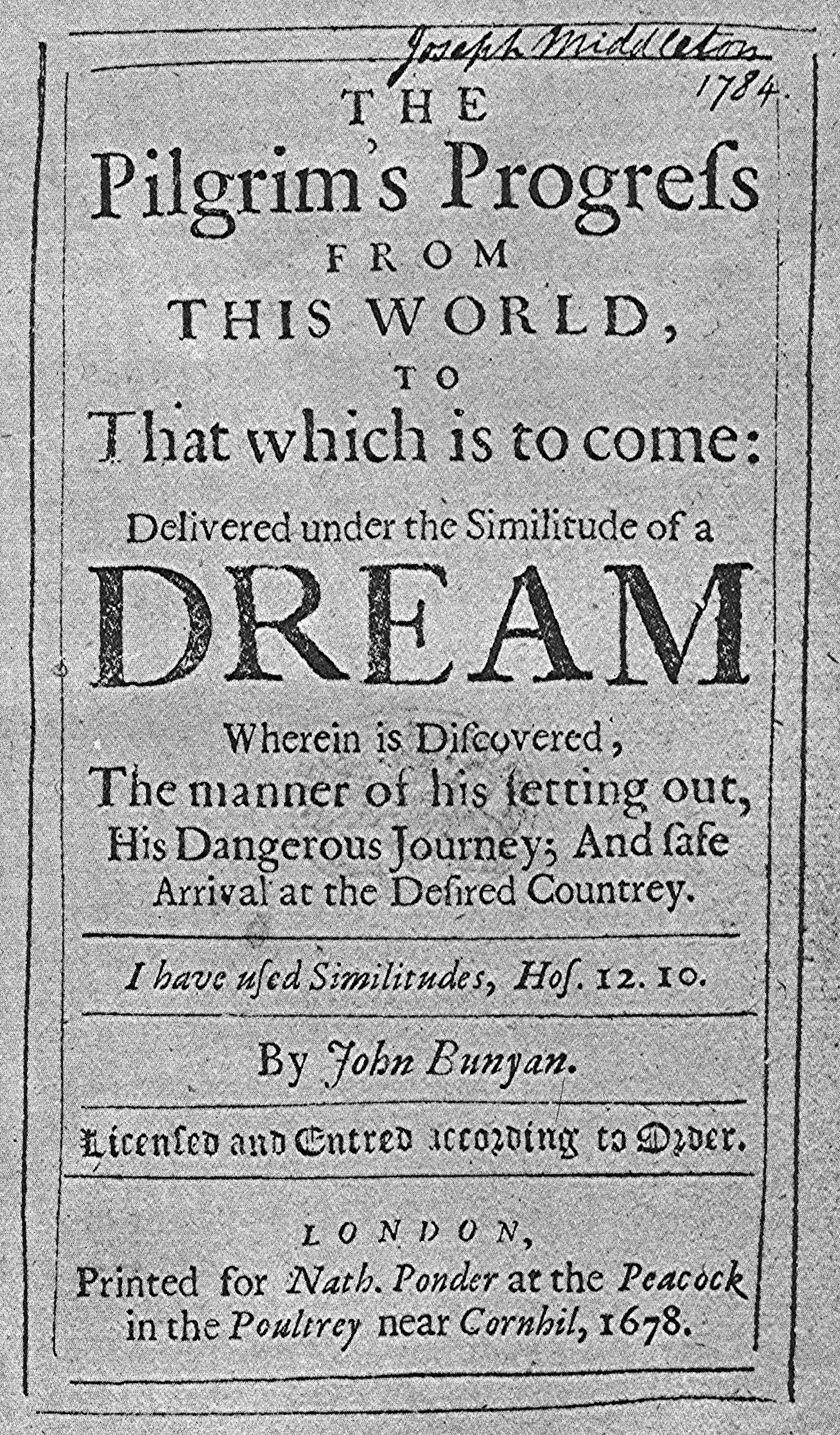
John Bunyan: The Pilgrim's Progress from This World, to That Which Is to Come, 1678
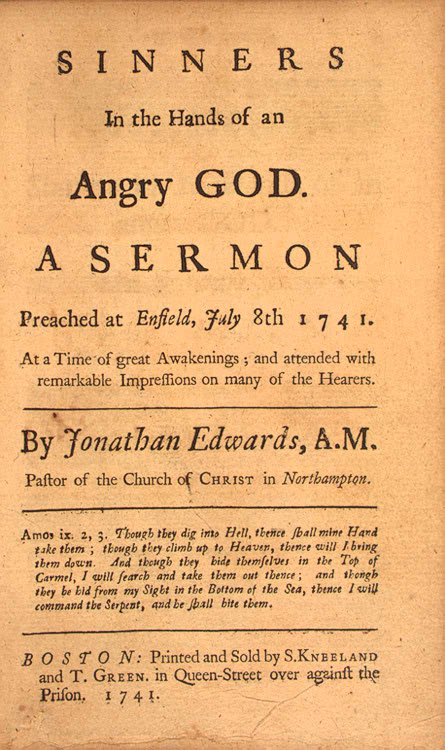
Jonathan Edwards (Prediger): Sinners in the Hands of an Angry God, A Sermon Preached at Enfield, 1741
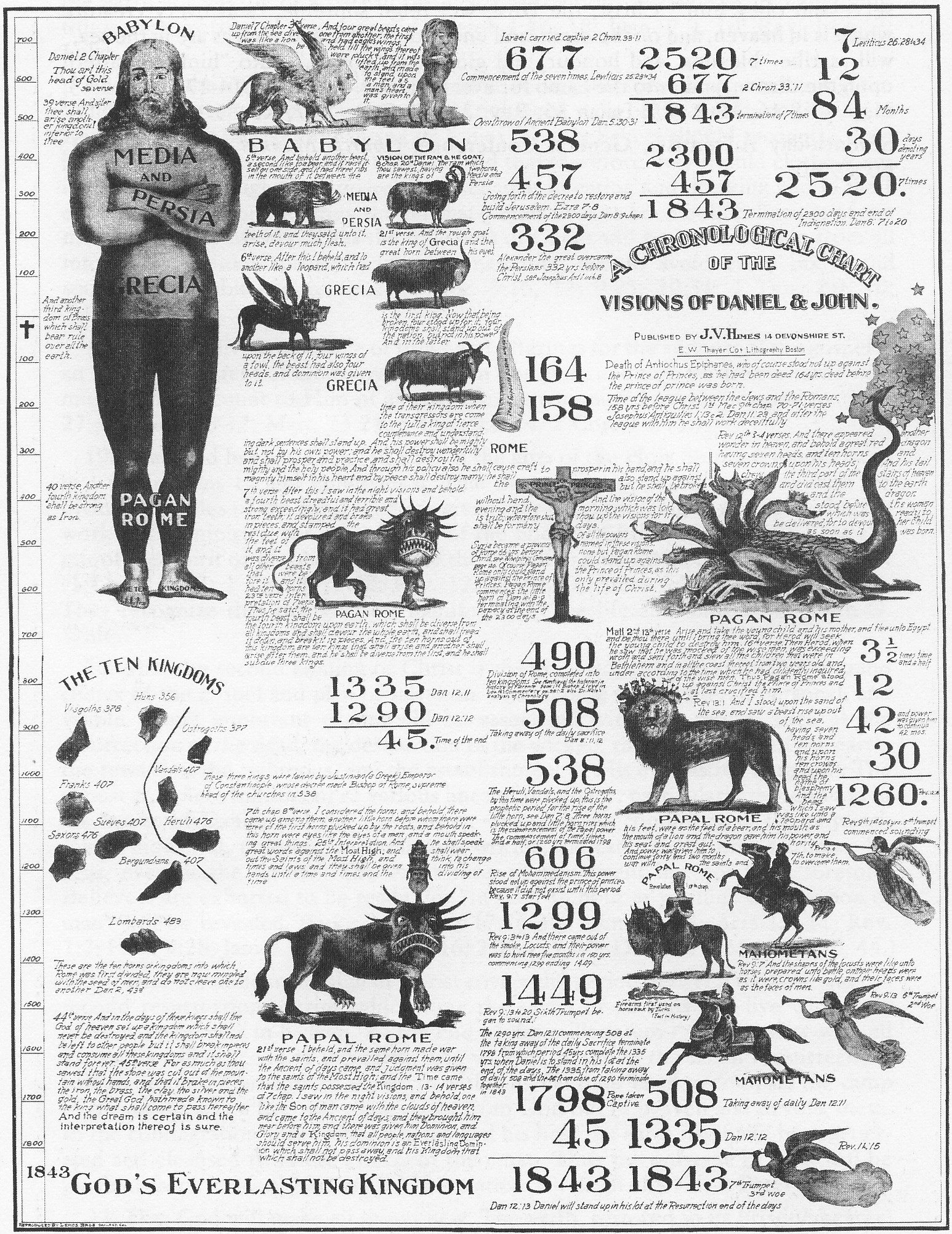
1843 milleritisches Schema über den zweiten Advent
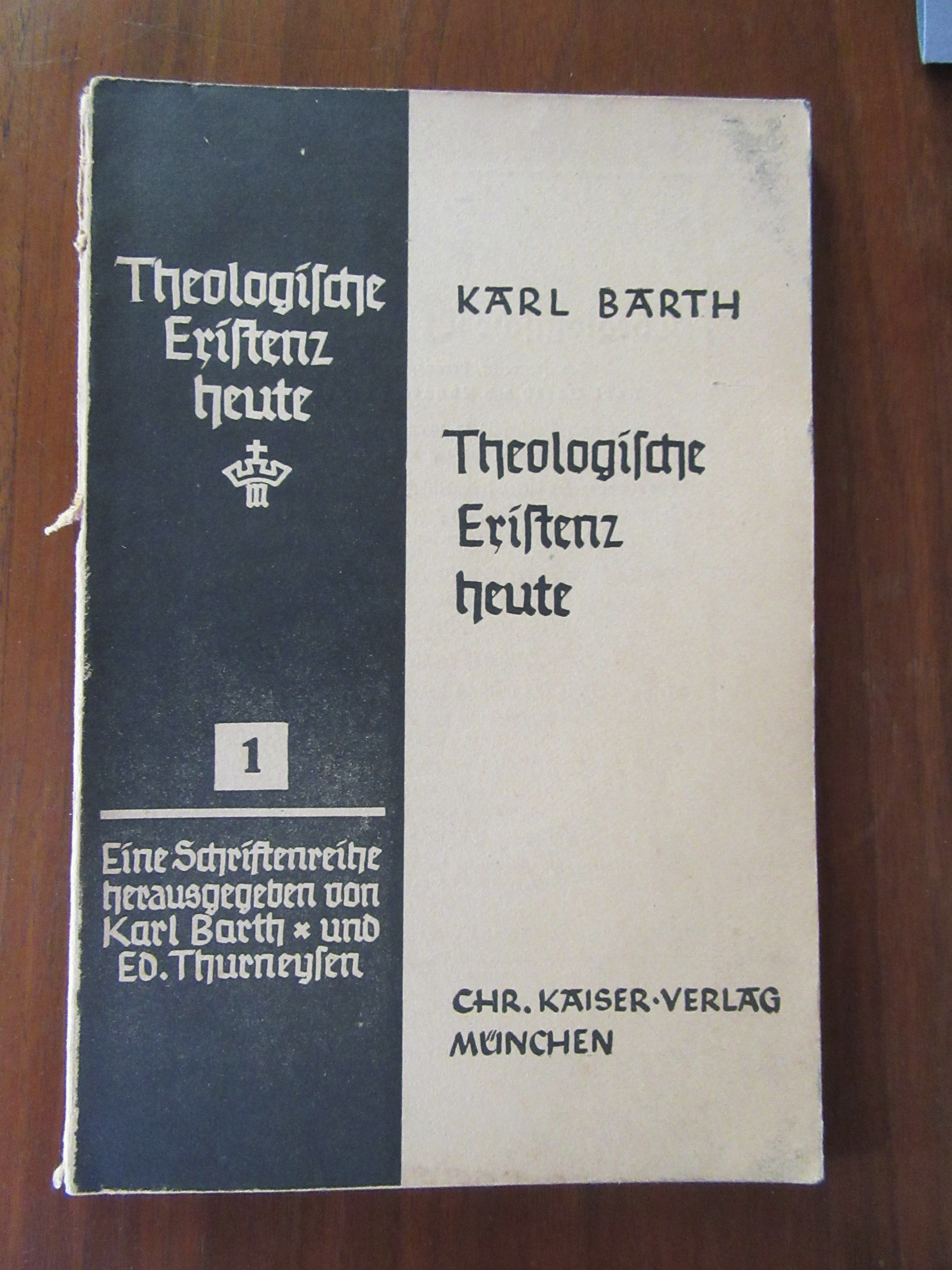
Karl Barth: Theologische Existenz heute, Heft 1 von 1933

Die prinzipielle Trennung von Geistlichem und Weltlichem durch Luther sollte in protestantischen Gebieten und Ländern ein kirchliches Inquisitionsverfahren unmöglich machen. Den Glauben, so Luther, kann man nicht erzwingen. Er ist ein Werk des Heiligen Geistes. Allerdings sah Luther in der Ablehnung des Eides, des Kriegsdienstes und teilweise des Eigentums durch die Täufer eine politische Gefahr für das Gemeinwesen. Deshalb kam es nicht nur in katholischen, sondern auch in lutherischen und reformierten Gebieten zur Verfolgung von Täufern. Diese forderten unermüdlich religiöse Toleranz und traten durch ihr geduldiges Leiden dafür ein. Sie und die ebenfalls verfolgte Minderheitskirche der reformierten Hugenotten praktizierten schon seit ihren Anfängen im 16. Jahrhundert die völlige Trennung von Kirche und Staat. Anfang des 17. Jahrhunderts gingen aus dem englischen Puritanismus unter Einfluss des niederländischen Mennonitismus die baptistischen Kirchen hervor. Baptisten wie John Smyth, Thomas Helwys und Roger Williams traten in Streitschriften vehement für Religionsfreiheit ein. Sie hatten starken Einfluss auf John Milton und Locke. In „Milton verkörpern sich alle Toleranzmotive der Zeit in großartiger Einheit. Gewissensfreiheit war ihm christliches und protestantisches Urprinzip und Grundlage aller bürgerlichen Freiheiten. Darum forderte er über Cromwell hinaus völlige Trennung von Staat und Kirche.“ Zudem sprach er sich für das Recht auf Ehescheidung und die Pressefreiheit aus. Letztere wurde 1694 in England eingeführt, eine Frucht der Glorreichen Revolution. In einigen englischen Kolonien in Nordamerika wurde die Religionsfreiheit mit demokratischer Selbstverwaltung verknüpft (Roger Williams in Rhode Island (1636); Thomas Hooker in Connecticut (1639); William Penn in Pennsylvania (1682)). Die amerikanische Unabhängigkeitserklärung und die Verfassung der Vereinigten Staaten führten diese Tradition fort. Die Abschaffung der Folter (Christian Thomasius, Friedrich der Große) und der Sklaverei (William Wilberforce, Abraham Lincoln, Harriet Beecher Stowe u. a.) ging hauptsächlich auf die Initiative von Protestanten zurück.
In Bayern hatten sich für einige Zeit lutherische und reformierte Christen im Sinne „einer Religionspartei“ einander angenähert. Erst nach dem Wiener Kongress wurden ab 1815 im Zuge der Restauration die Konfessionen wieder deutlicher unterschieden. Die ab 1824 als Protestantische Kirche bezeichnete lutherische Gemeinde wurde dann Grundlage des konfessionellen Status der bayerischen Landeskirche.

Diakonie Deutschland, Logo

Symbol der Internationalen Komitee vom Roten Kreuz, gegründet 1863 auf Anregung des calvinistischen Henry Dunant

Protestanten fühlten sich von Anfang an verantwortlich für Kranke und sozial Benachteiligte. Es entstanden weltweit Krankenhäuser, Heime und andere Hilfseinrichtungen für behinderte, alte und arme Menschen, in Deutschland beispielsweise Diakonisches Werk und Brot für die Welt. Pioniere waren vor allem Johann Hinrich Wichern und Friedrich von Bodelschwingh sen. Als Reaktion auf die Verelendung großer Teile der Stadt- und Landbevölkerung gründeten in Großbritannien um 1845 Anglikaner und Mitglieder von Freikirchen Genossenschaften als Selbsthilfeorganisationen. In Deutschland schufen der überzeugte Reformierte Friedrich Wilhelm Raiffeisen und der Preuße Hermann Schulze-Delitzsch ab 1862 ein rasch wachsendes Netz von Genossenschaften. Unter dem Druck der „sozialen Frage“ des 19. Jahrhunderts beschloss Preußen während der Kanzlerschaft Otto von Bismarcks von 1881 bis 1889 Sozialversicherungsgesetze. Das humanitäre Völkerrecht erfuhr durch den reformierten Pietisten Henry Dunant eine große Bereicherung. Er war die treibende Kraft hinter der Entstehung der Genfer Konvention, und auf sein Engagement geht das Rote Kreuz zurück.
Die reformatorischen Kirchen und ihre Theologen haben eine große theologische Bandbreite, die von strikt konservativen Positionen (z. B. Lutheran Church – Missouri Synod) bis zu sehr liberalen Anschauungen reicht. Im 20. Jahrhundert wurde der liberale Pol besonders von Friedrich Gogarten, Rudolf Bultmann, Gerhard Ebeling, Ernst Fuchs, Ernst Käsemann und Günther Bornkamm eingenommen; Eduard Thurneysen, Dietrich Bonhoeffer, Helmut Thielicke, Karl Barth und dessen Schüler (Otto Weber u. a.) waren gemäßigt konservativ; der konservative Flügel war von evangelikal-pietistischen Theologen besetzt. Die amerikanischen Kirchen hatten neben Tillich in Richard Niebuhr und Reinhold Niebuhr herausragende Gelehrte. Andere Theologen engagierten sich in der ökumenischen Bewegung, zum Beispiel Nathan Söderblom, Willem Adolf Visser ’t Hooft. Im angehenden 21. Jahrhundert hat sich an dieser theologischen Lage nichts Wesentliches verändert.
Der Protestantismus wirkte befruchtend auf die Kunst. Im deutschen Sprachraum konnten jahrhundertelang mehr Menschen die Texte der Kirchenlieder Martin Luthers und Paul Gerhardts auswendig als Gedichte von Johann Wolfgang Goethe und Friedrich Schiller, die ihrerseits ebenfalls einen protestantischen Hintergrund hatten. Komponisten wie Heinrich Schütz, Johann Hermann Schein, Samuel Scheidt, Georg Philipp Telemann, Georg Friedrich Händel, Johann Sebastian Bach, Johannes Brahms und Felix Mendelssohn Bartholdy schufen Höhepunkte der weltlichen und geistlichen Musik. Die Maler Albrecht Dürer, Lucas Cranach d. Ä. und Lucas Cranach d. J. schlossen sich der Reformation an. Rembrandt, Frans Hals, Vincent van Gogh u. a. entstammten dem niederländischen Protestantismus. Protestantisches Denken und Glauben inspirierte bis in die Gegenwart große Schriftsteller wie William Shakespeare, John Milton, John Bunyan, Friedrich Gottlieb Klopstock, Johann Gottfried Herder, Nathaniel Hawthorne, Jeremias Gotthelf, Conrad Ferdinand Meyer, Samuel Taylor Coleridge, William Wordsworth, Hans-Christian Andersen, Jane Austen, Emily Brontë, Charles Dickens, Wilhelm Raabe, Theodor Fontane, Selma Lagerlöf, Agatha Christie, William Faulkner, Thomas Mann, Friedrich Dürrenmatt, John Updike, Sibylle Lewitscharoff u. v. a. m.

## Verbreitung

### Europa

Die Reformation startete 1517 in ernestinischen Sachsen
Länder, die die Reformation früh eingeführt hatten, bis 1530
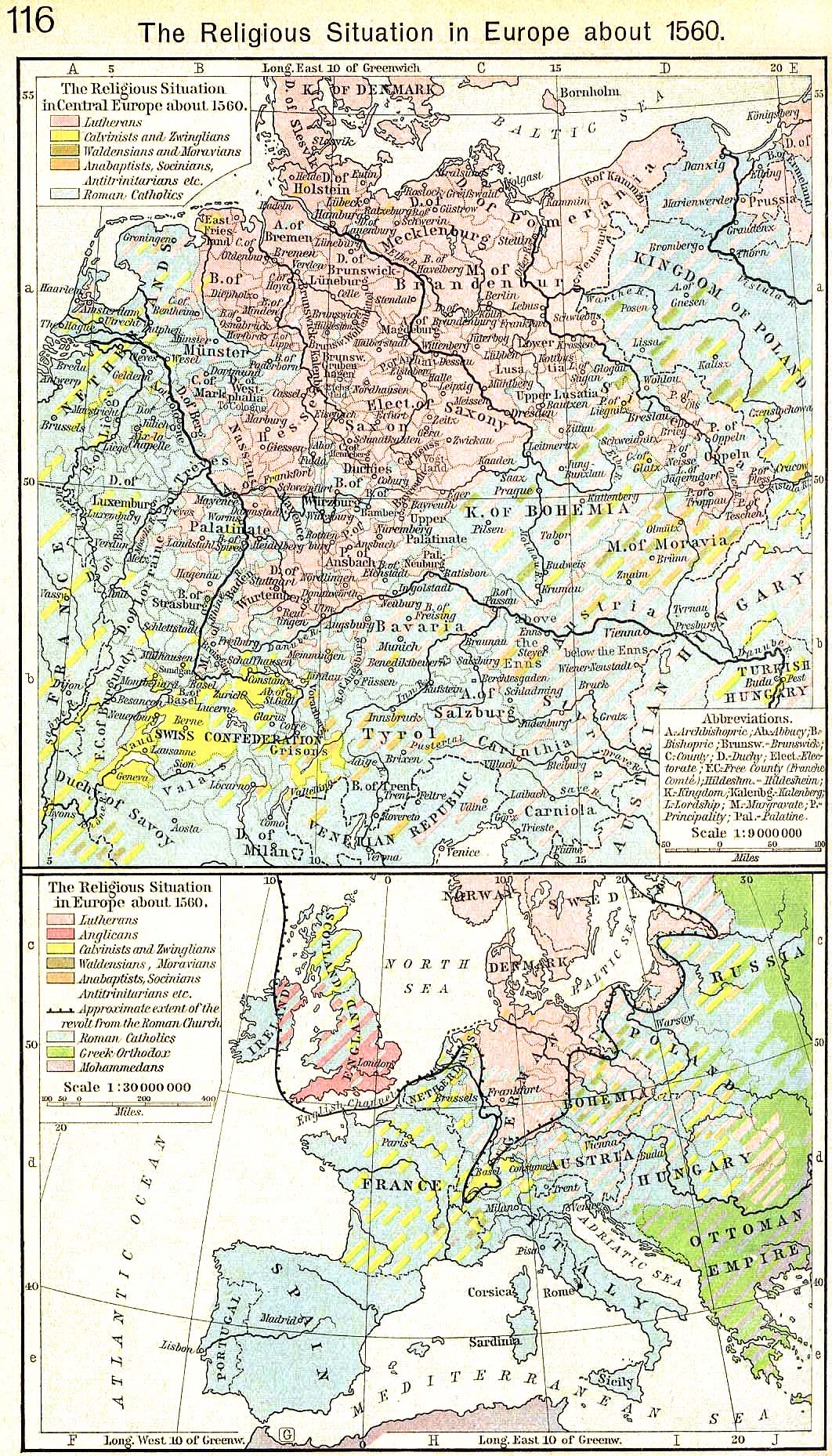
Die Konfessionen in Deutschland und Europa um 1560
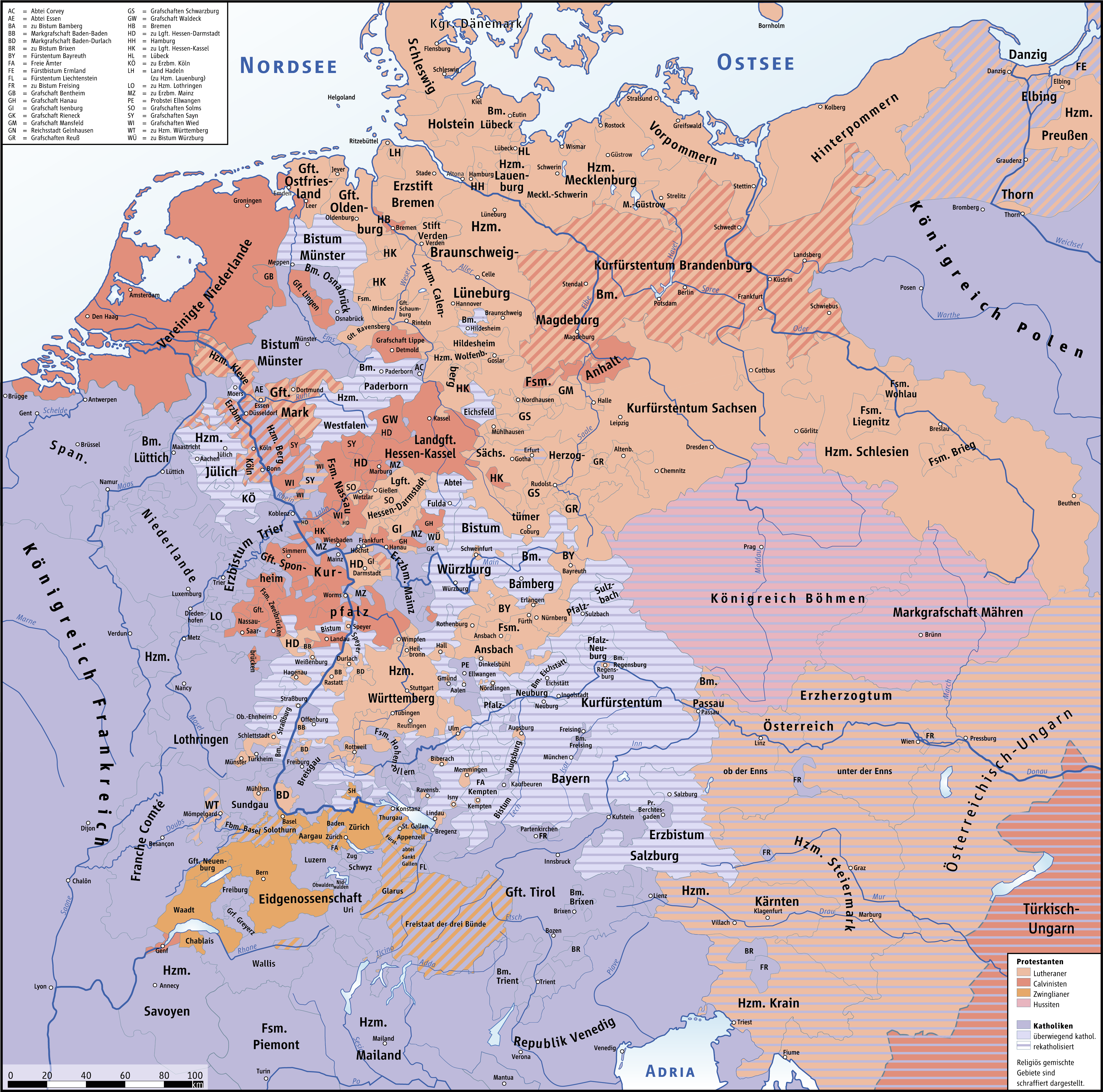
Die Konfessionen in Zentraleuropa um 1618
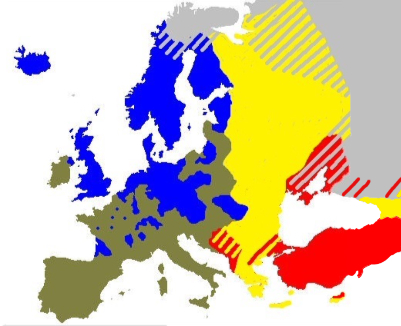
Die Reformation zum Höhepunkt
Die Reformation zum Höhepunkt und nach der Gegenreformation
Die Reformation zum Höhepunkt
Nach der Gegenreformation, Hugenottenkriegen und dem Dreißigjährigen Krieg
Nach dem Edikt von Fontainebleau
Heutige Ausbreitung

### Weltweit

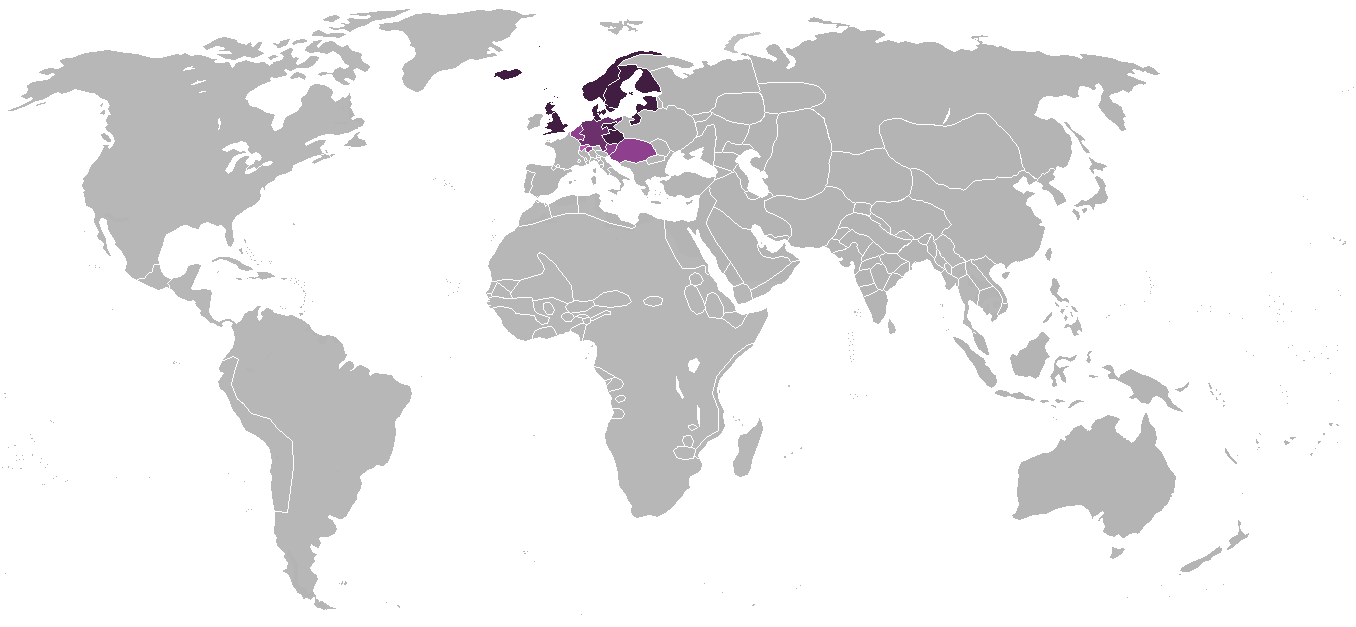
Prozentualer Anteil der Protestanten in der Bevölkerung im Jahr 1545
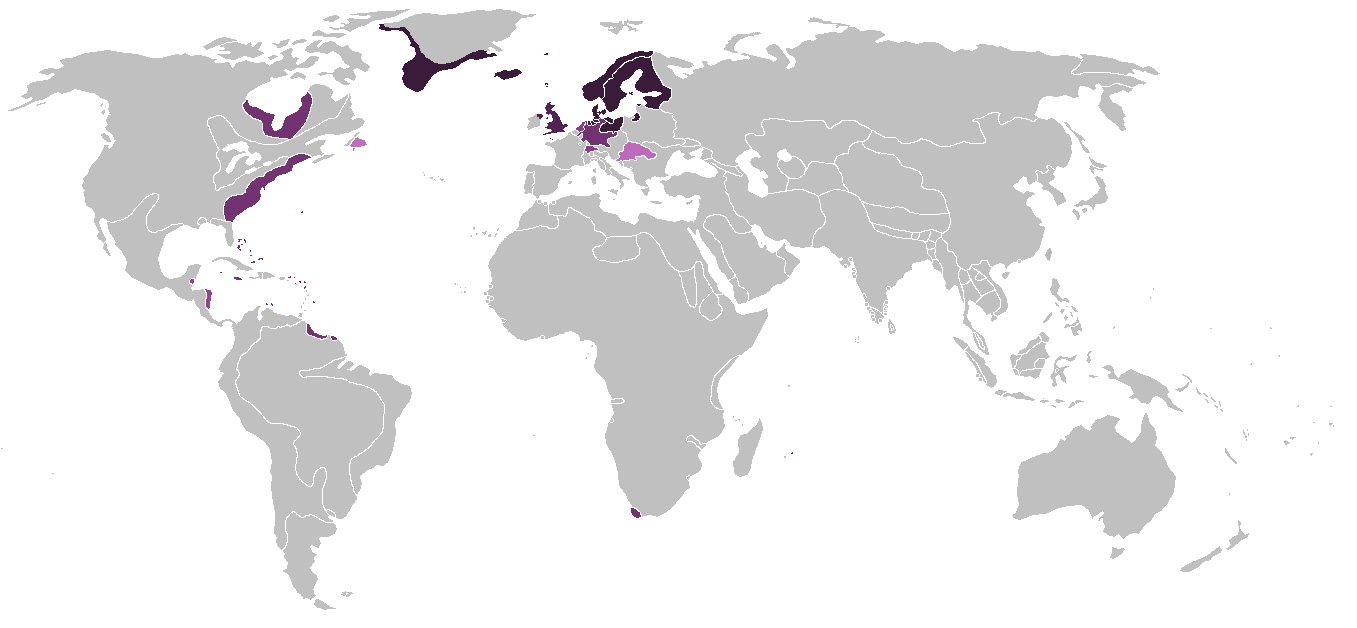
Prozentualer Anteil der Protestanten in der Bevölkerung im Jahr 1710
Prozentualer Anteil der Protestanten in der Bevölkerung im Jahr 1938
Länder, in denen die Mehrheit der Bevölkerung dem Protestantismus angehörte (im Jahr 1938)
Prozentualer Anteil der Protestanten in der Bevölkerung im Jahr 2010
Länder, in denen die Mehrheit der Bevölkerung dem Protestantismus angehörte (im Jahr 2010)